# Есенин, Сергей Александрович
Серге́й Алекса́ндрович Есе́нин (21 сентября [3 октября] 1895[…], Константиново, Рязанская губерния — 28 декабря 1925[…], Ленинград, СССР) — русский и советский поэт, писатель. Одна из крупнейших личностей Серебряного века. Представитель новокрестьянской поэзии и лирики, а в более позднем периоде творчества — имажинизма.
В разные периоды творчества в его стихотворениях находили отражение социал-демократические идеи, образы революции и Родины, деревни и природы, любви и поиска счастья.

## Биография

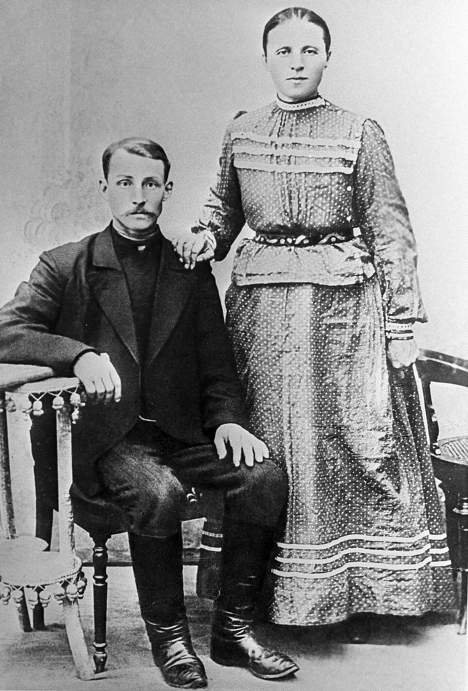
Родители Сергея Есенина, 1905 год

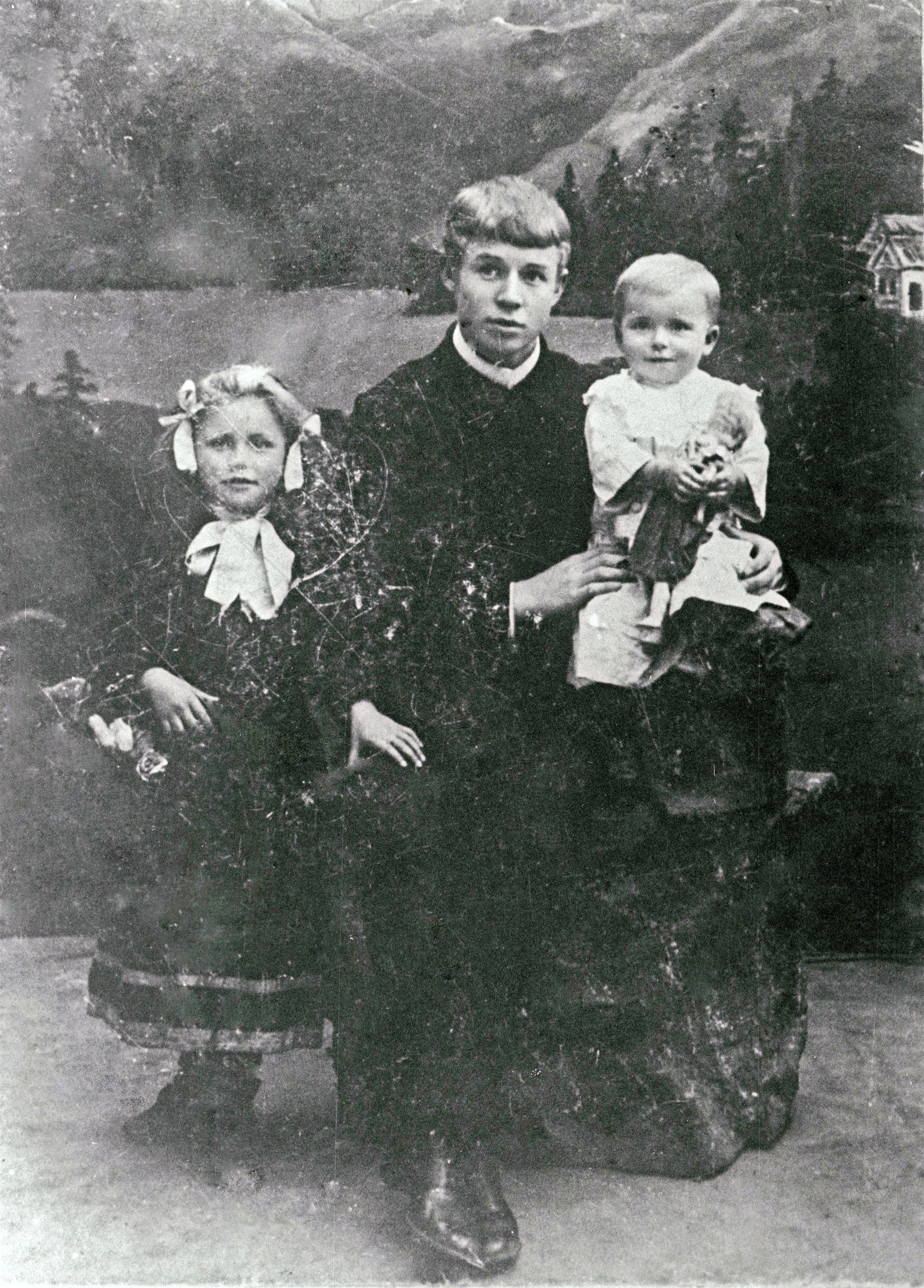
Сергей Есенин с сёстрами Катей и Шурой, 1912 год

### Ранние годы
Родился 21 сентября (3 октября) 1895 года в селе Константиново Рязанского уезда Рязанской губернии, в крестьянской семье. Отец — Александр Никитич Есенин (1873—1931); мать — Татьяна Фёдоровна Есенина (1875—1955, урождённая Титова). Сёстры — Ольга (1898—1901), Анна (1901—1901), Екатерина (1905—1977) и Александра (1911—1981); брат — Алексей (1914—1916). Единоутробный брат — Александр Иванович Разгуляев (1902—1961).
После рождения Сергей жил с матерью (отец жил и работал в Москве) в доме Есениных у бабушки Аграфены Панкратьевны. В 1898 году он был отдан на воспитание деду — в дом родителей матери, в довольно зажиточную семью Фёдора Андреевича и Наталии Евтихиевны Титовых, у которых было трое взрослых сыновей. С 1901 года в семье родителей Сергея произошла размолвка, Татьяна Фёдоровна ушла из семьи мужа и стала работать в Рязани.
К 1903—1904 годам относятся первые попытки Сергея писать стихи, подражая частушкам. В 1904 году он поступил в Константиновское четырёхгодичное земское училище и возвратился вместе с матерью в семью отца. По окончании училища в 1909 году (с похвальным листом) начал учёбу в церковно-приходской, второклассной учительской школе в Спас-Клепиках.
По окончании школы, в августе 1912 года, переехал в Москву и начал работать в мясной лавке купца Крылова, где служил старшим приказчиком его отец. В это время Есенин жил в Общежитии одиноких приказчиков во владении купца Н. В. Крылова.
С весны 1913 года работал в типографии И. Д. Сытина. Осенью 1913 года поступил вольнослушателем на историко-философское отделение в Московский городской народный университет имени А. Л. Шанявского, там познакомился с поэтами Семёновским, Наседкиным, Колоколовым и Филипченко.

### Литератор
1910 год — начало систематического поэтического творчества.
В 1914 году в детском журнале «Мирок» впервые опубликованы стихотворения Есенина. Первое его стихотворение «Берёза» было опубликовано в январе под псевдонимом «Аристон». В конце года Есенин подал заявление с просьбой о принятии в члены Суриковского литературно-музыкального кружка.

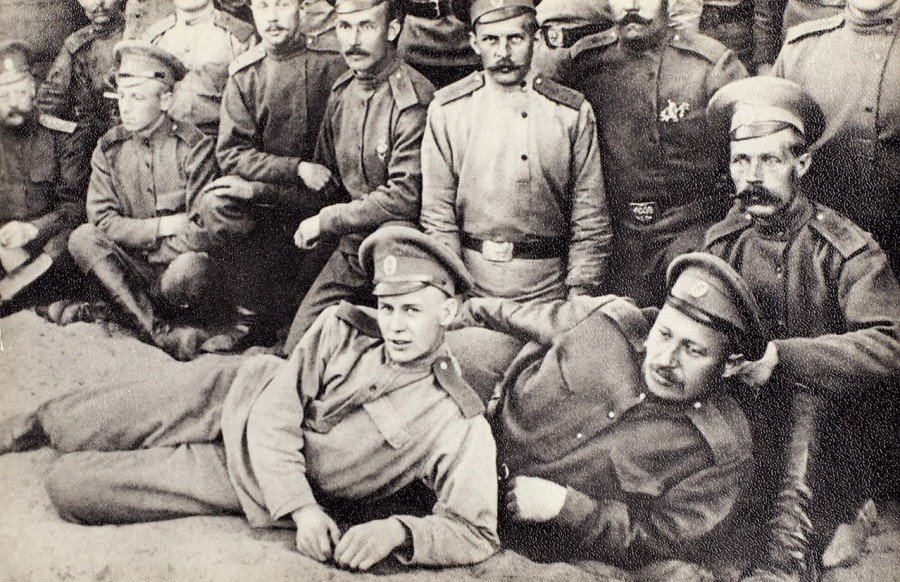
Есенин (впереди) при военном госпитале, 1916 год

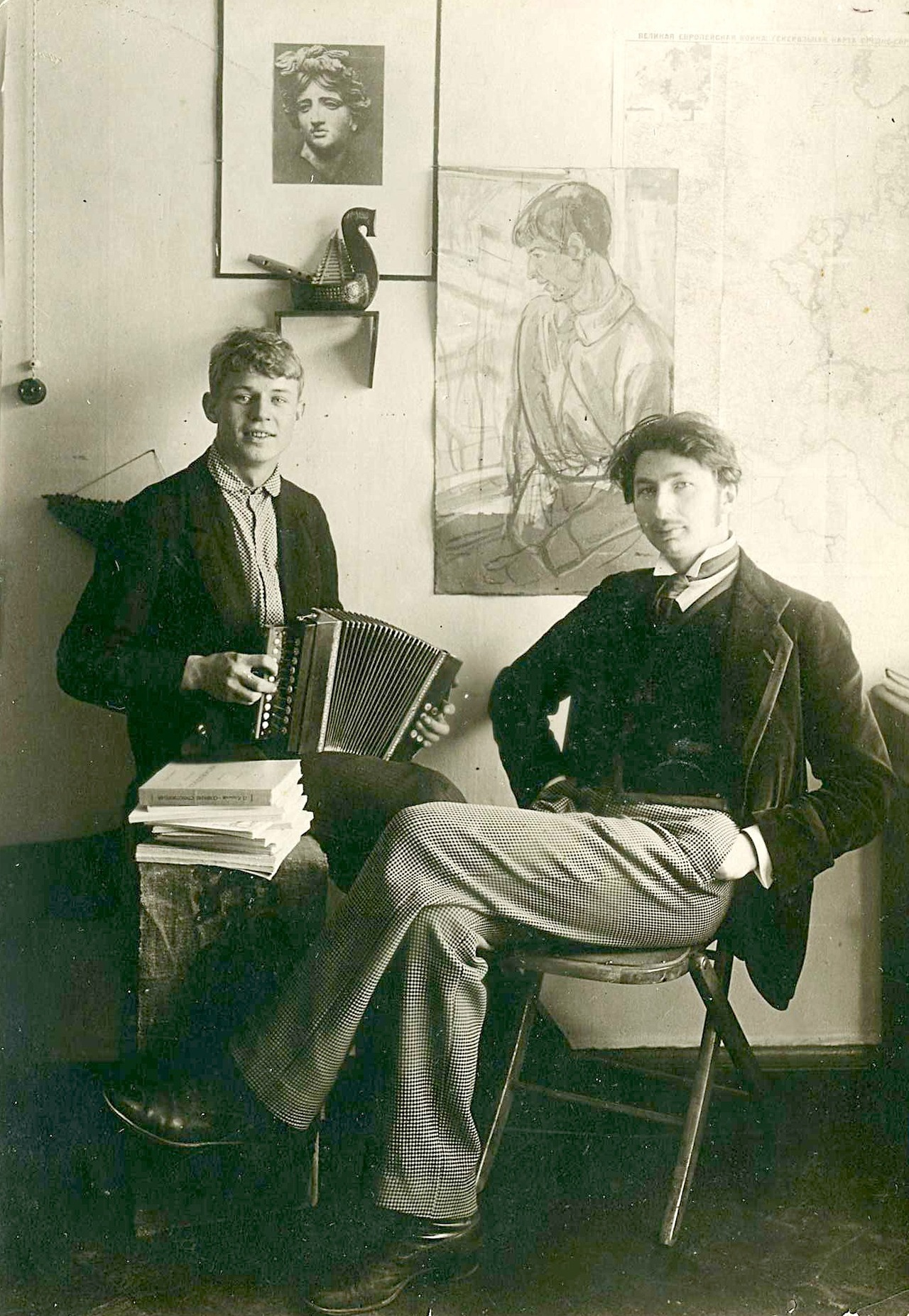
Сергей Есенин и Сергей Городецкий, 1916 год

В январе 1915 года начал переписку с Александром Ширяевцем. В марте переехал из Москвы в Петроград, 9 марта встретился с А. А. Блоком, читал ему свои стихи, получил рекомендательное письмо к С. М. Городецкому. В марте — апреле познакомился с представителями литературных кругов Петрограда (А. А. Добровольский, А. К. Боане, В. А. Рождественский, О. Снегина, А. М. Ремизов, Ф. К. Сологуб, Л. И. Каннегисер, Рюрик Ивнев, Л. М. Добронравов и другие). В конце апреля начал переписку с Николаем Клюевым (встретился с ним в начале октября на квартире Городецкого). С мая по сентябрь жил в Константинове, посещал Рязань, Солотчу и окрестные сёла. В конце года познакомился с М. Горьким, П. И. Карповым, Ивановым-Разумником, Л. М. Рейснер, посетил А. А. Ахматову и Н. С. Гумилёва (в Царском Селе), а также был представлен лицам, близким к высшим кругам российского общества, в том числе полковнику Д. Н. Ломану.
В январе 1916 года Есенин и Клюев при поддержке полковника Ломана приехали в Москву для выступлений в качестве «сказителей», в том числе в придворных кругах. По рекомендации Ломана (благодаря хлопотам Клюева и поддержке Григория Распутина, по другим сведениям — по ходатайству Городецкого), Есенин был назначен «с высочайшего соизволения» в команду санитаров Царскосельского военно-санитарного поезда № 143 императрицы Александры Фёдоровны. В конце апреля выехал с поездом в Крым, а затем к линии фронта. Вся поездка завершилась в середине июня, после чего Есенин получил увольнение до конца июня. В этот период он сблизился с группой «новокрестьянских поэтов». В середине июля побывал вместе с Алексеем Ганиным в Вологде, 22 июля читал свои стихи на концерте для раненых воинов в царскосельском лазарете № 17 в присутствии императрицы Александры Фёдоровны и её дочерей. В конце августа был арестован на 20 суток за нарушение срока увольнения. В начале ноября за участие в концертах 22 июля императрица пожаловала Есенину золотые часы с цепочкой и изображением государственного герба (их получил Ломан, но по назначению не передал).
В феврале 1917 года на квартире Иванова-Разумника в Царском Селе познакомился с поэтом Андреем Белым. В марте штат военно-санитарного поезда был сокращён и Есенин получил аттестат для поступления в школу прапорщиков, но он никуда не явился. В конце июля выехал вместе с Алексеем Ганиным и Зинаидой Райх из Петрограда в деревню Коншино Вологодской губернии — на родину Ганина. В августе компания совершила поездку по северу России: Вологда — Архангельск — Соловецкие острова — Мурман. Своё отношение к Октябрьской революции Есенин высказал в 1925 году в автобиографической заметке «О себе» так: «В годы революции был всецело на стороне Октября, но принимал всё по-своему, с крестьянским уклоном».
Весной 1918 года переехал из Петрограда в Москву. По опубликованным в 1926 году в Париже воспоминаниям Владислава Ходасевича, весной 1918 года на организованную Алексеем Толстым встречу московских литераторов Есенин пришёл с подружившимся с ним Яковом Блюмкиным. В сентябре Есенин организовал издательство «Московская трудовая артель художников слова» (МТАХС) в составе: заведующий — Есенин, члены правления — Сергей Клычков, Пётр Орешин, Андрей Белый и Лев Повицкий. Тогда же познакомился с Анатолием Мариенгофом, а в ноябре — с Вадимом Шершеневичем. В декабре 1918 года был единогласно избран в Московский профессиональный союз писателей — там он написал заявление с просьбой о выдаче документа, охраняющего крестьянское хозяйство его родителей в Константинове от налогов и реквизиций.
В феврале 1919 года в газете «Советская страна» были опубликованы «Декларация» имажинистов и сообщение о создании кооперативного издательства «Имажинисты», в числе организаторов которого назван Есенин. Летом 1919 года, решая вопрос об издании своих книг, он познакомился (при участии Мариенгофа) с издательским работником Александром Сахаровым (1894—1952), работавшим в Полиграфическом управлении ВСНХ. В сентябре Есенин совместно с Мариенгофом обратился в Моссовет с просьбой разрешить открытие книжной лавки МТАХС. В ноябре она открылась на Большой Никитской улице, 15. Есенин — совладелец лавки, часто стоял здесь за прилавком, продавая книги.
В конце марта 1920 года вместе с Мариенгофом и Сахаровым выехал из Москвы в Харьков, вернулся в конце апреля. В мае после инцидента с И. Соколовым Всероссийский союз поэтов на общем собрании исключил Есенина (на один месяц) из числа членов. В июле Есенин с Мариенгофом и Григорием Колобовым выехал в служебном вагоне Колобова на Кавказ. В августе приехал в Баку, затем отправился в Тифлис, в сентябре вернулся в Москву. В ночь с 18 на 19 октября 1920 года был арестован органами ВЧК на квартире Александра Кусикова, вместе с ним и его братом. Допрашивался 19 и 24 октября, был освобождён из тюрьмы (где содержался 8 суток) под поручительство Блюмкина.
В 1921 году Есенин вместе Блюмкиным ездил в Среднюю Азию, посетил Урал и Оренбуржье. С 13 мая по 3 июня гостил в Ташкенте у своего друга Александра Ширяевца, читал стихи на поэтических вечерах и в домах своих ташкентских друзей. Есенин приехал в Туркестан в вагоне командированного туда по служебным делам Колобова. В этом же вагоне он проживал в Ташкенте, затем совершил путешествие в Самарканд, откуда 3 июня выехал и 9 июня вернулся в Москву. В августе 1921 года Есенин был задержан на квартире З. П. Шатовой (в нелегальном ресторане) и препровождён вместе с Мариенгофом, Колобовым и другими во внутреннюю тюрьму ВЧК на Лубянке, где находился двое суток.
В 1922 году вместе с Айседорой Дункан с 10 мая отправился в зарубежную поездку: Германия, Бельгия, Франция, Италия. В сентябре Есенин получил паспорт от Российского Генерального консульства в Париже (консульства Временного правительства России) для поездки в Соединённые Штаты Северной Америки. Сопровождающим секретарём и переводчиком был А. Ветлугин. Прибытие в Нью-Йорк состоялось в октябре 1922 года — здесь начались заокеанские выступления Дункан, далее были: Бостон, Чикаго, Индианаполис, Луисвилл, Милуоки, Сент-Луис, Детройт, Кливленд, Толидо и другие города. В середине февраля 1923 года пара вернулась через Париж в Берлин, а в начале апреля снова выехала в Париж. В конце июля они выехали из Парижа через Бельгию в Берлин и 3 августа вернулись в Москву. Исследователи отмечают, что в 1923 году Есенин пережил мировоззренческую ломку — полностью отошёл от своего социального романтизма и приблизился к неприятию революционных событий 1917 года и советской власти. По одним сведениям, за границей он якобы много пил и скандалил, но есть свидетельства, что белоэмигранты, несмотря на их нападки на Есенина, сумели разъяснить ему ситуацию в России — это привело к переоценке им собственных взглядов и нашло отражение в творчестве.
21 августа 1923 года встречался с Л. Д. Троцким, на встрече присутствовал Блюмкин. В сентябре 1923 года Есенин был задержан милицией в связи с инцидентом в кафе «Стойло Пегаса». В ночь с 20 на 21 ноября Есенин, Ганин, Клычков и Орешин были задержаны в столовой (где продавалось пиво) милицией, вызванной сидевшим недалеко незнакомцем. Дело было передано в ОГПУ. Инцидент получил название «дело четырёх поэтов». Газета «Рабочая Москва» от 22 ноября 1923 года опубликовала статью Л. Сосновского «Испорченный праздник» с обвинением четырёх поэтов в антисемитизме. Товарищеский суд в Доме печати 13 декабря вынес поэтам порицание за хулиганство и отверг обвинения их в антисемитизме. 17 декабря Есенин был направлен для лечения в профилакторий имени Шумской (Б. Полянка, 52).

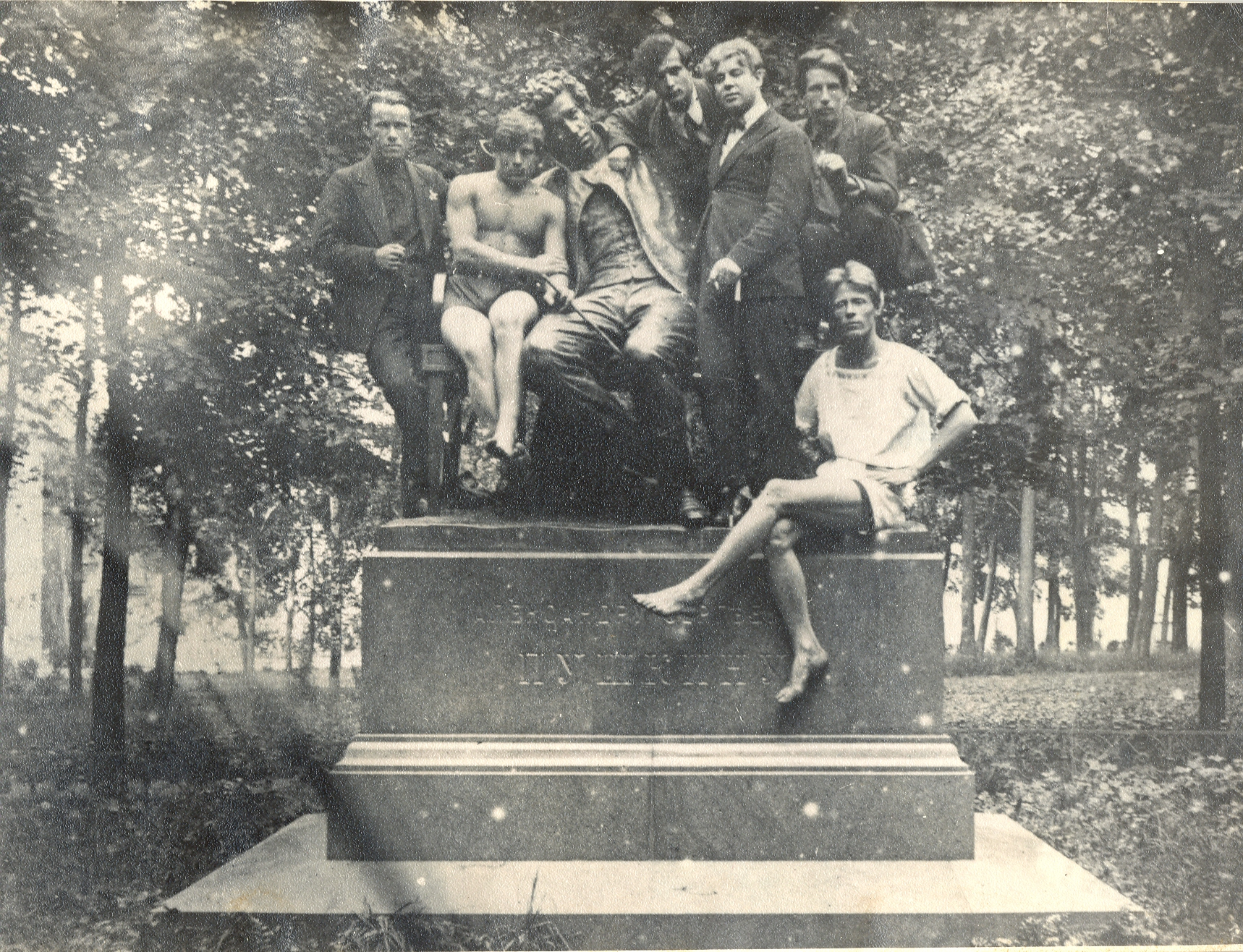
Сергей Есенин и его почитатели у памятника Пушкину в Лицейском саду. 1924 год. Слева (в трусиках) — Иван Приблудный

В январе 1924 года задерживался милицией в связи с инцидентом в кафе Всероссийского союза поэтов. В начале февраля, познакомился с Петром Чагиным. В феврале был доставлен в Институт скорой помощи имени Склифосовского с диагнозом «рваная рана левого предплечья». Состояние Есенина было тяжёлым — к нему никого не пускали, в том числе сотрудников ОГПУ и милиции с постановлением об аресте. В начале марта его перевели (благодаря стараниям Иллариона Вардина и Анны Берзинь) в Кремлёвскую больницу, откуда он через три дня был направлен в психиатрическую клинику Московского университета. Директор клиники профессор П. Б. Ганнушкин выдал Есенину справку (не имея на то формального права), что тот страдает тяжёлым психическим заболеванием. В тот же день Есенин покинул клинику и временно поселился у Вардина. В начале апреля был задержан милицией в связи с инцидентом в Малом театре, дал подписку о невыезде из Москвы. С середины апреля по первую декаду мая и с середины июня до конца июля находился в Ленинграде, проживал в большой квартире Сахарова. Встречался с питерскими имажинистами, в частности с Вольфом Эрлихом и Владимиром Ричиотти, в июне — июле несколько раз выезжал с ними, а также со Всеволодом Рождественским и Иваном Приблудным в Детское Село, читал стихи в санатории научных работников и в Ратной палате.

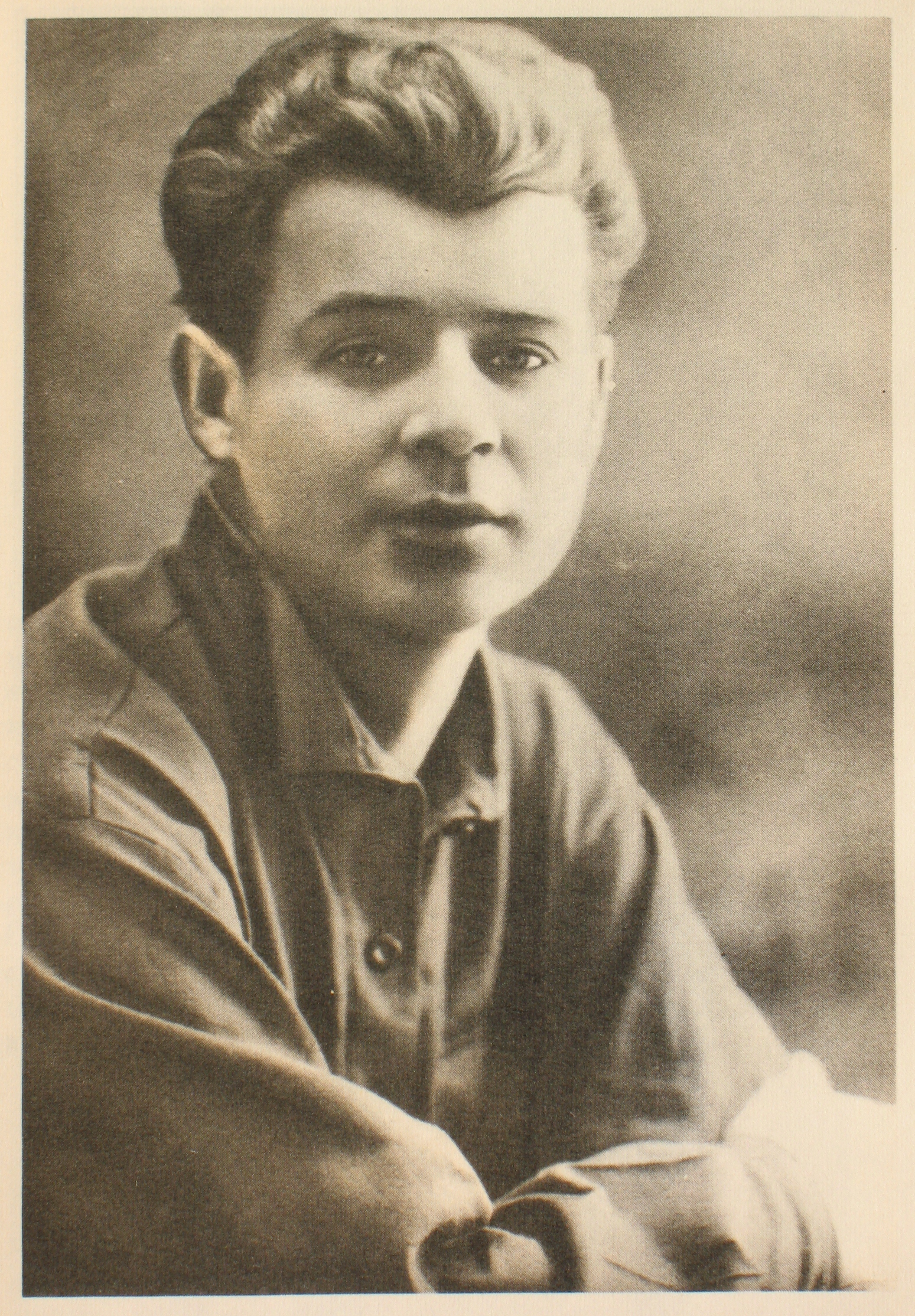
Есенин. 1924. Баку

Газета «Правда» 31 августа 1924 года опубликовала «Письмо в редакцию» Есенина и Ивана Грузинова о роспуске группы имажинистов. В начале сентября Есенин выехал из Москвы на Кавказ. По приезде в Баку произошла конфликтная встреча с Блюмкиным — он даже угрожал поэту пистолетом. На другой день Есенин уехал к друзьям в Тифлис, приобрёл там пистолет. В конце сентября вернулся в Баку, встретился с Чагиным, взявшим его под свою защиту. В доме у Чагина Есенин познакомился с С. М. Кировым и М. В. Фрунзе. В начале октября вновь уехал в Тифлис. В октябре 1924 года написал первые стихи цикла «Персидские мотивы», в начале декабря переехал в Батум.
В середине февраля 1925 года вернулся в Тифлис. Возвратился в Москву 1 марта, а 30 марта вновь приехал в Баку и остановился у Чагина. В апреле на Есенина было совершено нападение неизвестных лиц. В письме Бениславской он сообщил: «Я в Баку… не писал, потому что болен… Нас ограбили бандиты (при Вардине)… Когда я очутился без пальто, я очень простудился». Во втором письме написал, что его болезнь — «результат батумской простуды». С 9 по 17 мая находился на лечении в бакинской больнице водников. Вернулся в Москву 28 мая. Есть предположение, что в июне-июле Есенин написал стихотворение «Послание евангелисту Демьяну» — ответ на опубликованную антирелигиозную поэму Демьяна Бедного «Новый завет без изъяна евангелиста Демьяна».
24—25 июня с Софьей Толстой, Чагиным и его братом В. И. Болдовкиным побывал на даче в Малаховке у Б. З. Шумяцкого. С 10 по 15 июля посетил Константиново. С 19 по 22 июня с Дмитрием Фурмановым, Анной Берзинь, Артёмом Весёлым и другими побывал в Малаховке на даче А. И. Тарасова-Родионова. 25 июля выехал с Софьей Толстой из Москвы в Баку — там они проживали на служебной даче Чагина в Мардакянах. Вернулся в Москву 6 сентября. В поезде произошёл инцидент: Есенин грубо ответил на замечание дипкурьера, в конфликт вступил ещё один пассажир. Против Есенина было возбуждено уголовное дело и, несмотря на вмешательство Луначарского и других партийных деятелей, готовился суд.
По воспоминаниям А. Р. Изрядновой, в сентябре Есенин пришёл к ней с большим свёртком, чтобы его сжечь. «Когда всё сжёг, успокоился, стал чай пить и мирно разговаривать». В последний раз побывал в Константинове 23 сентября. В октябре стал членом Всероссийского союза писателей. С 3 по 6 ноября находился в Ленинграде, заезжал к Эрлиху, но его не оказалось дома, побывал у Клюева, был на квартире у Ильи Садофьева, от него, желая встретиться, позвонил Николаю Никитину, и он к ним пришёл.
В конце ноября 1925 года Софья Толстая договорилась с П. Б. Ганнушкиным о госпитализации Есенина в его клинику. Согласие Есенина на двухмесячное лечение было получено 26 ноября. В этот же день поздно вечером Софья Андреевна позвонила на домашний телефон доктору П. М. Зиновьеву с просьбой о срочном оформлении госпитализации и доктор тут же выехал в клинику. О госпитализации Есенина знали немногие, но 28 ноября органы ОГПУ потребовали у руководства клиники его выдачи. Ответом была подписанная Ганнушкиным справка: «Больной С. А. Есенин находится на излечении в психиатрической клинике с 26 ноября с/г по настоящее время, по состоянию своего здоровья не может быть допрошен в суде». Из клиники Есенин через кого-то отправил 7 декабря телеграмму Эрлиху с просьбой «немедленно» найти две-три комнаты в связи с переездом «в 20-х числах» на жительство в Ленинград, с припиской «телеграфируй». В ответной телеграмме 16 декабря были слова: «Приезжай ко мне устрою = Эрлих».
21 декабря Есенин покинул клинику, снял со сберкнижки почти все деньги и вечером 23 декабря на двух извозчиках (было 5 чемоданов) выехал на вокзал. Его провожал двоюродный брат Илья. До отъезда Есенин не успел получить гонорар — 750 рублей по чеку Госиздата за его готовящееся собрание сочинений — и попросил Василия Наседкина получить деньги в московском банке по доверенности, а затем большую часть их (50 рублей он пообещал на вокзале Илье) отправить ему телеграфным переводом на адрес Эрлиха. В Ленинграде он намеревался начать выпуск литературного журнала. «Эти планы на будущее Сергей твёрдо решил выполнить», — писала в своих воспоминаниях его сестра Екатерина. Она видела брата в последний раз 22 декабря 1925 года и отметила: «Он был здоров и твёрд».

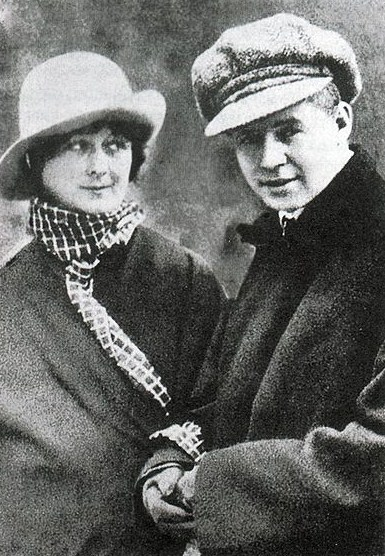
Есенин и Айседора Дункан, 1922 год

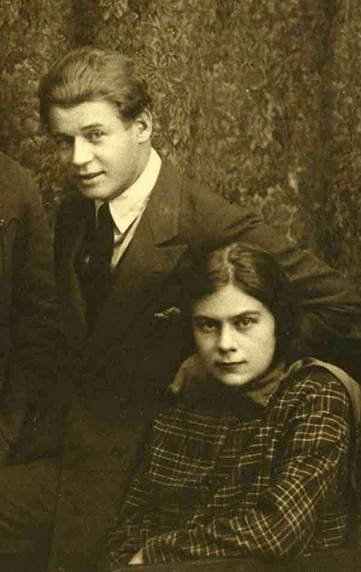
Есенин и Софья Андреевна Толстая, 1925 год

### Личная жизнь
В 1913 году Сергей Есенин познакомился с Анной Изрядновой (1891—1946), работавшей корректором в типографии «Товарищества И. Д. Сытина». В 1914 году они вступили в фактический брак, 21 декабря родился сын, которого назвали Юрием (Георгием). В 1937 году Юрий Есенин был расстрелян по ложному обвинению, реабилитирован 28 ноября 1956 года ВКВС СССР.
Весной 1917 года в Петрограде Есенин познакомился с Зинаидой Райх (1894—1939), работавшей секретарём-машинисткой в левоэсеровской газете «Дело народа», 30 июля обвенчался с ней в селе Кирики-Улита Вологодской губернии. Одним из двух поручителей жениха был Сергей Бараев, крестьянин из села Устье Кадниковского уезда, поручителями невесты были Алексей Ганин и Дмитрий Девятков, купеческий сын из Вологды. От этого брака родились дочь Татьяна (1918—1992) и сын Константин (1920—1986). В конце 1919 года (или в начале 1920 года, до рождения сына) Есенин покинул беременную Зинаиду Райх с полуторагодовалой дочерью. 19 февраля 1921 года он подал заявление о разводе, в котором обязался материально обеспечивать их (официально развод был оформлен в октябре 1921 года). Впоследствии Есенин неоднократно навещал своих детей, усыновлённых В. Э. Мейерхольдом.
В ноябре 1920 года на литературном вечере Есенин познакомился с Галиной Бениславской (1897—1926), которая стала заниматься его издательскими делами, и некоторое время жил у неё в квартире. Их периодические личные отношения продолжались вплоть до лета 1925 года.
В начале октября 1921 года (в мастерской Г. Б. Якулова) Есенин познакомился с танцовщицей Айседорой Дункан (1877—1927). Брак был зарегистрирован 2 мая 1922 года, при этом Есенин не говорил по-английски, а Дункан едва изъяснялась по-русски. После свадьбы Есенин сопровождал её в турах по Европе и Северной Америке. Несмотря на скандальный антураж пары, литературоведы полагают, что обоих сближали в том числе отношения творчества. После возвращения из заграничной поездки Есенин до 7 августа 1923 года жил с Дункан в Литвинове, где отдыхали дети из её танцевальной школы, затем уехал в Москву. В начале октября он отправил телеграмму Дункан в Ялту об окончательном разрыве с ней.
В 1923 году у Есенина завязалось знакомство с актрисой Августой Миклашевской (1891—1977) — ей он посвятил семь стихотворений (цикл «Любовь хулигана»), воспев её имя в строке: «Что ж так имя твоё звенит, / Словно августовская прохлада?». Осенью 1976 года, когда актрисе было уже 85 лет, в беседе с литераторами Августа Леонидовна призналась, что роман с Есениным был платоническим и с поэтом она даже не целовалась. Её воспоминания о Есенине, датированные 1970 годом, хранятся в отделе рукописей в Пушкинском Доме.
12 мая 1924 года у Есенина родился сын Александр после романа с поэтессой и переводчицей Надеждой Вольпин (1900—1998) — впоследствии известный математик и деятель диссидентского движения. Александр Есенин-Вольпин умер в США 15 марта 2016 года в возрасте 91 года.
18 сентября 1925 года Есенин женился в третий (последний) раз — на Софье Андреевне Толстой (1900—1957), в ту пору заведующей библиотекой Союза писателей. После его смерти она посвятила свою жизнь сбору, сохранению, описанию и подготовке в печать произведений Есенина, оставила мемуары о нём.

## Смерть

### Обстоятельства
По мнению Николая Астафьева, обстоятельства последних четырёх дней жизни Есенина, известные по мемуарам «очевидцев», намеренно искажались. Это мемуары следующих авторов (порядок по дате написания, в скобках — дата публикации): Е. Устиновой «Четыре дня Сергея Александровича Есенина», 3.01.1926 (начало июля 1926); В. Эрлиха «Четыре дня», Москва, 28.01.1926 (май 1926); Г. Устинова «Годы восхода и заката (Воспоминания о Сергее Есенине)» (май 1926) и «Мои воспоминания об Есенине» (начало июля 1926); В. Эрлиха «Право на песнь», ноябрь 1928 — январь 1929 (январь 1930). Все эти мемуары, как считает Николай Астафьев, представляют собой «коллективный труд», части которого взаимно увязывались и публиковались в определённой последовательности. То есть, Эрлих знал о существовании мемуаров Устиновой, а Устинов учитывал написанное до него Устиновой и Эрлихом.
По сведениям из подготовленной В. И. Вольпиным и изданной в 1926 году книги «Памятка о Сергее Есенине», 24 декабря 1925 года Есенин приехал в Ленинград (с собой у него было 5 увесистых чемоданов), с вокзала «заезжал к целому ряду своих друзей, но фатально не заставал никого из них дома», и поехал в гостиницу «Англетер», где «постоянно проживал его друг литератор Георгий Устинов». Сняв номер (пятый, на втором этаже), он в последующие дни почти ни с кем не встречался, за исключением Клюева и нескольких близких ему людей.
По мемуарам Эрлиха, с утра 24 декабря ему «пришлось уйти из дому» и встреча с Есениным не состоялась, а вернувшись домой, он сразу поехал в «Англетер». В этот день у Есенина в номере побывали Устинов с женой (с ней Есенин закупал продукты к празднику Рождества), журналист Ушаков и Григорий Колобов. В пятницу 25 декабря приходили Клюев, художник Мансуров, Устиновы, Ушаков и писатель Измайлов. Далее у Эрлиха: «Вот тут я начинаю сбиваться. Пятница и суббота — в моей памяти — один день. Разговаривали, пили чай, ели гуся, опять разговаривали. Разговоры были одни и те же: квартира, журнал, смерть. Время от времени Есенин умудрялся понемногу доставать пиво, но редко и скудно: праздники, все закрыто. Кроме того, и денег у него было немного. А к субботе и вовсе не осталось».
Днём 27 декабря у Есенина находились Устинов с женой, Эрлих и Ушаков. Примерно в 2 часа дня организовали праздничный стол. Ели гуся, пили чай. Спиртных напитков, кроме пяти-шести бутылок пива, не было. Разошлись, по словам Устинова, в 5—6 часов вечера. По мемуарам Эрлиха, к шести часам их осталось трое: Есенин, Ушаков и он. Эрлих отправился домой примерно в 8 часов, по пути вспомнил, что забыл портфель, и вернулся. Ушакова уже не было. Есенин, «спокойный, без пиджака, накинув шубу», сидел за столом и просматривал свои рукописи. Эрлих взял портфель и ушёл.
Утром 28 декабря около 10—11 часов Е. Устинова пошла в номер Есенина за оставленным там, по словам Устинова, самоваром. Она и Эрлих, пришедший по поводу доверенности на получение денежного перевода, попытались войти к Есенину, но дверь была заперта и на стук никто не отвечал. Вызванный управляющий гостиницей В. М. Назаров, «открыв замок с большим усилием, так как ключ торчал с внутренней стороны», пошёл обратно. Вошедшие в номер Устинова и Эрлих обнаружили мёртвого Есенина в петле, привязанной к трубе центрального отопления. Они вернули Назарова, и он позвонил в отделение милиции, сообщив о происшествии. Устинова, по словам Эрлиха, побежала наверх сообщить мужу. Осмотр места происшествия и трупа Есенина (без участия врача) проводил участковый надзиратель 2-го отделения ленинградской городской милиции Н. М. Горбов, о чём был составлен акт, который подписали: «[Управляющий] В. Назаров [Понятые] В. Рождественский, П. Медведев, М. Фроман, В. Эрлих [Милиционер] [неразборч.] ..шинский Уч. надз[иратель] 2-го отд. ЛГМ Н. Горбов».
В «Англетере» побывала также группа сотрудников Активно-секретного отделения уголовного розыска (АСО УГРО) в составе: Г. П. Евсеев, П. П. Громов, М. В. Казанский, Ф. Г. Иванов. Были опрошены: Назаров, Устинов, Е. Устинова (их протоколы опроса на бланках ЛГМ записаны почерком опрашиваемых) и Эрлих (его протокол записан на бланке УГРО Ф. Ивановым), на всех протоколах стоит подпись Н. Горбова. По мемуарам Эрлиха, 28 декабря был опрошен и швейцар гостиницы, сообщивший, что накануне около десяти вечера Есенин спускался к нему с просьбой: никого в номер не пускать, но такого протокола опроса нет в материалах «дела».
- Рождественский Всеволод Александрович (1895—1977) — поэт и переводчик, журналист.
- Медведев Павел Николаевич (1892—1938) — литературовед, критик, педагог, штатный сотрудник ГПУ (1922—1926), расстрелян в 1938 году[80].
- Фроман Михаил Александрович (1891—1940) — писатель, поэт и переводчик.
- Горбов Николай Михайлович (1885—1932?) — до 1920 года наборщик в Государственной типографии, затем в течение 6 месяцев служил на польском фронте, в 1922—1923 годах учился в специальной школе АСО УГРО, в 1925 году направлен на службу в милицию, в 1929 году осуждён за покупку продуктов у знакомых кооператоров по заниженным ценам, освобождён в 1930 году[75].
- Устинов Георгий Феофанович (1889—1932) — в 1932 году повесился при невыясненных обстоятельствах, оставив написанную кровью записку с неизвестным содержанием[56] (по некоторым сведениям, на теле были следы издевательств[72]).
- Устинова Елизавета Алексеевна (1897—?) — судьба неизвестна[81].
- Эрлих Вольф Иосифович (1902—1937) — стихотворец, секретный сотрудник ЧК-ГПУ-НКВД, расстрелян в 1937 году[82].
- Назаров Василий Михайлович (1896—1942) — младший унтер-офицер в годы первой мировой войны, после 1917 года — чекист, занимался охраной вокзалов, складов и карательными операциями как командир взвода войск ГПУ, с марта 1925 года служил в «Англетере», через три месяца после смерти Есенина, переведён «управляющим при складе треста коммунальных домов», в 1929 году за кем-то подстроенную финансовую недостачу был осуждён, отбывал срок в «Крестах», затем на «Соловках», вернулся из заключения физически и морально сломленным[83].

Понятые трупа в петле не видели — они вошли в номер, когда снятое из петли тело Есенина лежало на полу. В. Рождественский описал увиденное так: «За круглым столом посередине милиция составляет протокол, а тут же на полу, прямо против дверей, лежит, вытянув ноги и запрокинув лицо, Серёжа Есенин. Уже тускнеющие, но всё ещё золотые, волосы разметались по грязному полу среди сора и растоптанных окурков». Из хроникёрской заметки: «В комнате царил полный беспорядок: вещи были повсюду разбросаны, на полу валялись листки разорванных рукописей».
Увиденное в номере описал (много лет спустя, после ареста и заключения в лагере) санитар К. М. Дубровский: «Там на полу лежала скатерть, битая посуда. Всё было перевёрнуто. Словом, шла страшная борьба…» В другой раз с его же слов стало известно, что «в номере С. Есенина были следы борьбы и явного обыска. На теле были следы не только насилия, но и ссадины, следы побоев. Кругом всё разбросано, раскидано, битые разбросанные бутылки, окурки…».

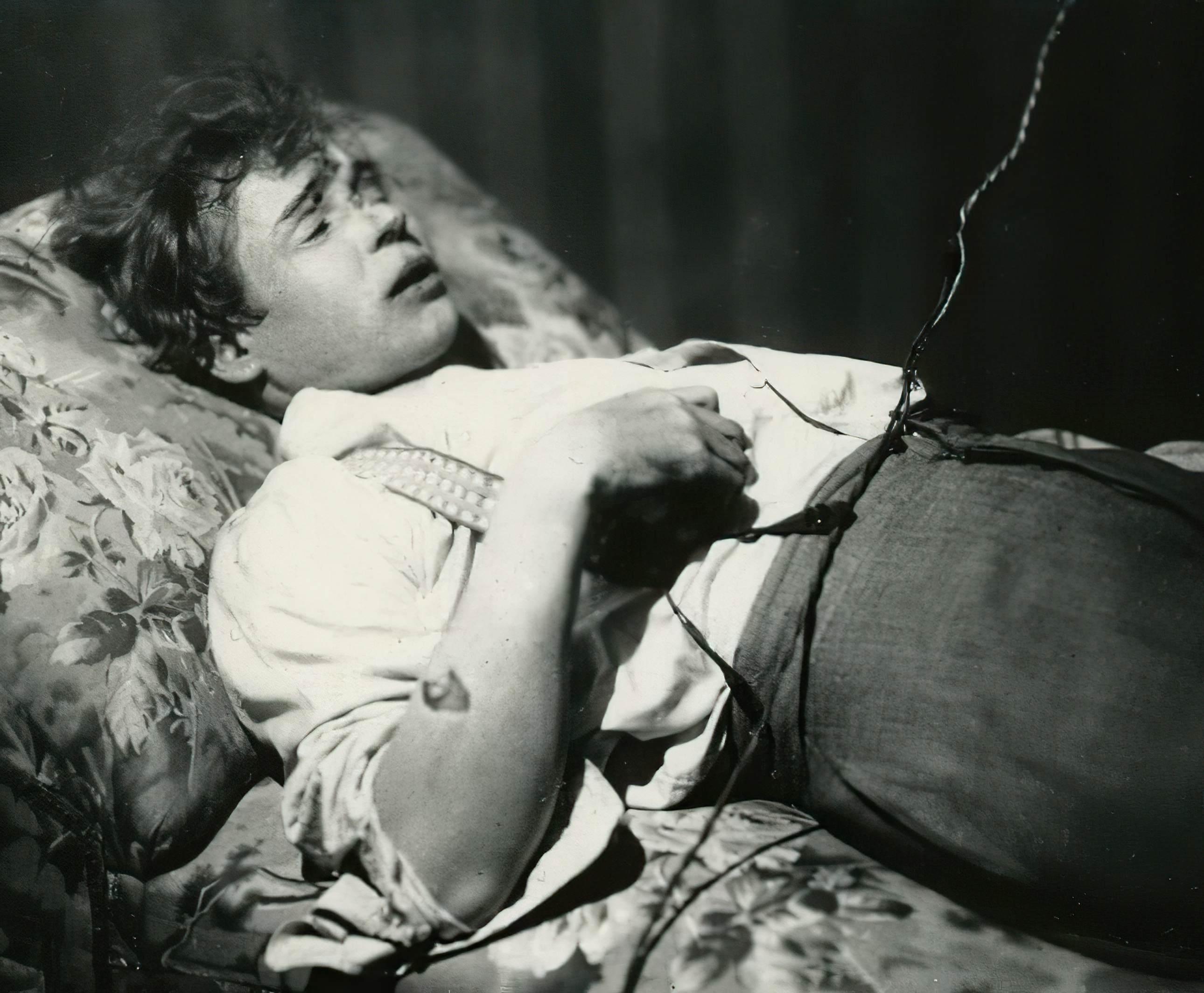
С. А. Есенин после смерти (на кушетке в пятом номере)

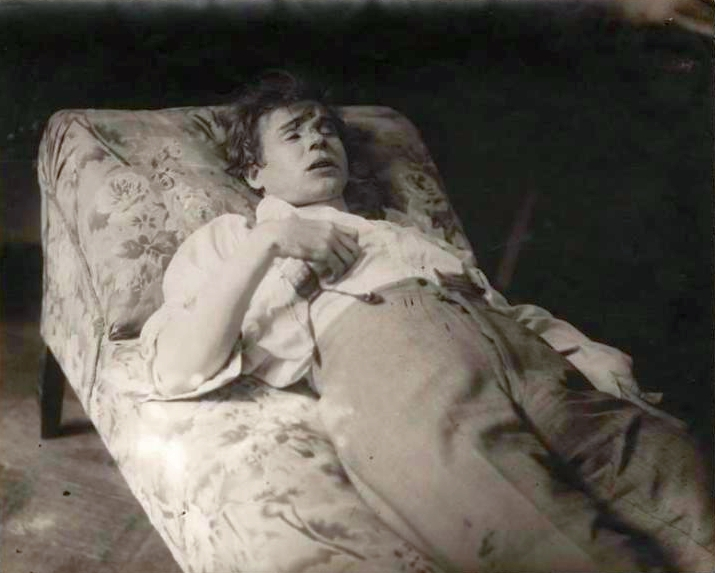
С. А. Есенин после смерти (на кушетке в коридоре около пятого номера)

Очевидцами событий после известия о смерти Есенина стали Б. А. Лавренёв, Н. Л. Браун, И. И. Садофьев, В. В. Князев, И. А. Оксёнов — а по его сведениям ещё и Никитин, Семёнов, Борисоглебский и Слонимский. Очевидцами были также П. Н. Лукницкий, фотограф М. С. Наппельбаум с сыном и художник В. С. Сварог, сделавший зарисовки тела Есенина до того, как его привели «в порядок» перед фотосъёмками. Зарисовка Сварога лежащего на полу тела в разорванной одежде со странно скрещенными ногами и с застывшей у горла правой рукой проиллюстрировала статью Г. Устинова «Сергей Есенин и его смерть» в вечернем выпуске «Красной газеты» 29 декабря 1925 года.
Из всех четырёх свидетелей только Назаров показал, в каком углу комнаты висело тело Есенина, — он увидел тело «висевшим в переднем правом углу на верёвке, привязанной к входящей трубе центрального отопления». Зарисовка В. Сварога переднего правого угла комнаты была опубликована 8 января 1926 года в журнале «Красная панорама» № 2 на странице 6. Правый угол комнаты показан и на фотографии места происшествия, сделанной В. В. Пресняковым не ранее 29 декабря 1925 года и опубликованной в журнале «Огонёк» № 2 от 10 января 1926 года.
Оксёнов узнал о смерти Есенина из вечернего выпуска «Красной газеты», купленной 28 декабря у ворот Дворца Труда после закончившегося там в 2—3 часа дня заседания. Из его дневниковой записи 29 декабря 1925 года:

Номер был раскрыт. Направо от входа, на низкой кушетке, лежал Сергей, в рубашке, подтяжках, серых брюках, чёрных носках и лакированных «лодочках». Священнодействовал фотограф (Наппельбаум)… Помощник держал слева от аппарата чёрное покрывало для лучшего освещения. Правая рука Есенина была согнута в локте, на уровне живота, вдоль лба виднелась багровая полоса (ожог? от накалённой трубы парового отопления, о которую он ударился головой?), рот полуоткрыт, волосы, развившиеся страшным нимбом вокруг головы… тут же с видом своего человека сидел Эрлих. Когда нужно было отправить тело в Обуховку, не оказалось пиджака (где же он? Так и неизвестно)… Понесли мы Есенина вниз — несли Рождественский, Браун, Эрлих, Лавренёв, Борисоглебский, я…
В 4 часа вечера 28 декабря дежурный 2-го отделения ЛГМ принял сообщение, что в Обуховскую больницу «доставлен труп гражданина Есенина, Сергея Александровича, повесившегося в гостинице „Интернационал“». Об этом известила 2 января 1926 года «Новая вечерняя газета» (№ 1, стр. 3). Там же напечатано стихотворение Василия Князева, который находился у тела Есенина в морге в ночь с 28 на 29 декабря. В морге художник Мансуров написал этюд с Есенина.
Утром 29 декабря из Москвы приехали Василий Наседкин и Софья Толстая-Есенина — она и встретившая её Мария Шкапская весь день провели в Обуховской больнице. Вскрытие тела проводил судебно-медицинский эксперт А. Г. Гиляревский. В подписанном Гиляревским акте вскрытия были отмечены незначительные повреждения на теле. В заключении эксперт указал, что «смерть Есенина последовала от асфиксии, произведённой сдавливанием дыхательных путей через повешение. Вдавление на лбу могло произойти от давления при повешении… Раны на верхних конечностях могли быть нанесены самим покойным, и как поверхностные, влияния на смерть не имели».

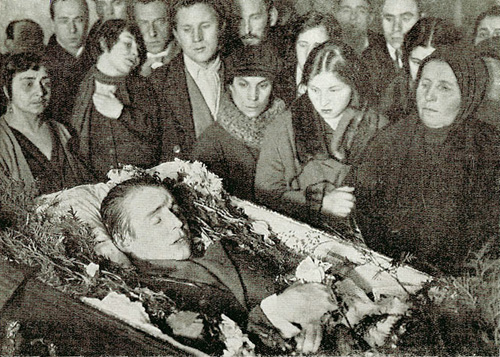
Прощание в Доме Печати. Слева — Зинаида Райх (с поднятой рукой), справа — сестра Екатерина и мать Татьяна Фёдоровна

В шестом часу вечера тело Есенина было перевезено для прощания в помещение Ленинградского отделения Всероссийского союза писателей (Фонтанка, 50). В течение часа длилась молчаливая церемония. Около 7 часов прибыл скульптор Золотаревский с помощниками, чтобы сделать слепок с лица Есенина. После этой работы церемония была продолжена. Фотограф Виктор Булла сделал снимок покойного и стоящих за гробом людей. В 11:15 ночи почтовый поезд с траурным вагоном в конце состава отправился в Москву и прибыл туда в 3 часа дня 30 декабря. Прощание с покойным было устроено в Доме печати и продолжалось всю ночь до 9 часов утра. Похороны состоялись 31 декабря 1925 года на Ваганьковском кладбище (17 уч.).
По результатам дознания, 23 января 1926 года народный следователь Д. И. Бродский вынес постановление о прекращении производства дознания на основании ст. 4 п. 5 УПК РСФСР 1923 года (за отсутствием состава преступления). С постановлением согласилась Ленинградская губернская прокуратура, признав собранные дознанием доказательства достаточными для вывода о самоубийстве. «Дело № 89 о самоубийстве поэта Сергея Александровича Есенина» было закрыто, а его материалы прокуратура решила направить в создаваемый в Москве Музей Есенина. Не позднее середины мая 1926 года они были переданы в музей и находились там до его ликвидации в конце 1929 года. Затем они хранились в Есенинском фонде Музея советских писателей, а после его реорганизации в 1938 году часть документов осталась у С. А. Толстой-Есениной, а другая часть перешла на хранение в Институт мировой литературы имени А. М. Горького (ИМЛИ).

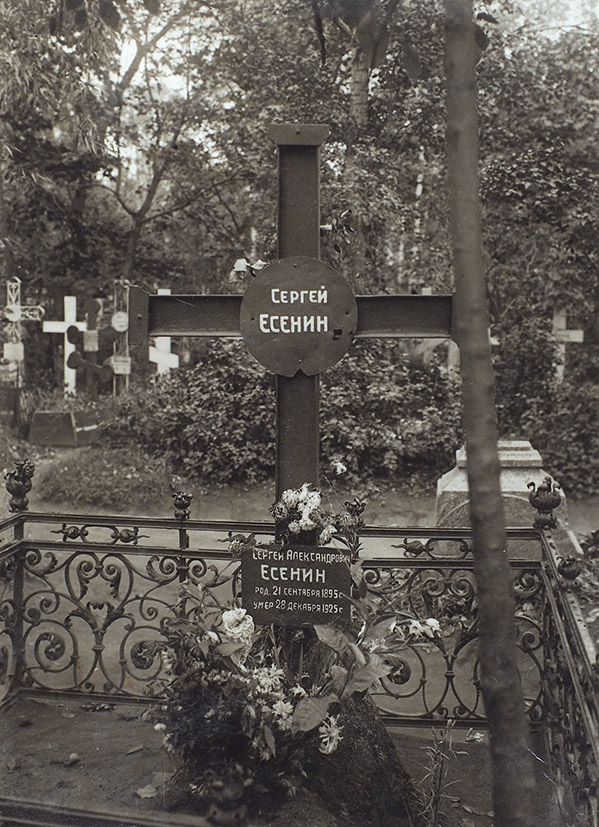
Могила Сергея Есенина в 1930-х годах

Надгробие С. А. Есенина на Ваганьковском кладбище

В 1926 году на могиле поэта был установлен металлический крест (неизвестного мастера) с несколько необычной фигурой распятого Христа: короткие кудрявые волосы, есенинская чёлка, полевые цветы вместо терновника в венке и под ногами. Через некоторое время фигура распятого Христа была удалена. В 1950 году вместо креста был установлен выполненный скульптором Л. М. Белокуровым бронзовый барельеф от Союза писателей СССР. В 1986 году его сменил памятник работы скульптора Анатолия Бичукова. Надгробие представляет собой фигуру Есенина, высеченную из массивной гранитной глыбы. Рядом с памятником Есенину уложена надгробная плита его матери.

### Официальная версия
Версия самоубийства была сформулирована чётко и однозначно и более 60 лет безраздельно господствовала в общественном сознании и литературе о Есенине, при этом, начиная с 1960-х годов, в качестве основной причины самоубийства стали указываться не социологические или политические обстоятельства, а нейтральные к ним медицинские диагнозы: «болезненное состояние» или «состояние тяжёлой душевной депрессии». Признаки депрессии у Есенина были, но такого диагноза при жизни ему никто не ставил. Поэтому утверждение о самоубийстве в состоянии депрессии — это лишь предположение, а не твёрдо установленный факт. Установленным фактом является то, что в последние годы жизни Есенин был болен туберкулёзом и в связи с этим заводил разговоры о смерти. По свидетельству Наседкина, «в апреле <1925> по Москве поползли слухи о близкой смерти Есенина. Говорили о скоротечной чахотке, которую он, простудившись, будто бы поймал на Кавказе». К тому же был хронический алкоголизм — в декабре 1925 года Есенину поставили диагноз белая горячка. Кроме того, ряд суицидных высказываний содержится в его стихах. Самоубийство предполагается как логическое завершение саморазрушения личности поэта и воспринимается как само собой разумеющееся событие.
В 1989—1994 годах под эгидой ИМЛИ была создана и действовала Есенинская комиссия по выяснению обстоятельств смерти поэта под председательством советского и российского есениноведа Ю. Л. Прокушева. В состав комиссии входили:
- директор НИИ судебной медицины Минздрава РФ, член-корреспондент РАМН, профессор А. П. Громов;
- главный судебно-медицинский эксперт Минздрава РФ В. О. Плаксин;
- завотделом внедрения новых технологий Бюро Главной судмедэкспертизы С. С. Абрамов;
- судебно-медицинский эксперт Бюро Главного управления здравоохранения Мособлисполкома А. М. Дегтярёв;
- завкафедрой судебной медицины Российского медицинского университета, доктор мед. наук В. Н. Крюков;
- старший прокурор Управления по надзору за следствием и дознанием Генпрокуратуры РФ Н. Н. Дедов[К 41];
- прокурор-криминалист В. Н. Соловьёв;
- начальник отдела экспертно-криминалистического центра МВД РФ Г. Стешнева;
- проректор Литературного института, поэт В. В. Сорокин;
- другие судебно-медицинские эксперты, криминалисты и литераторы.

Весь обширный документальный материал судебных и криминалистических экспертиз и следственных экспериментов, анализ множества документов, связанных со смертью Есенина, а в ряде случаев их восстановление, представлен полностью в сборнике «Смерть Сергея Есенина», объём которого составляет более 400 страниц.
В 1993 году Генпрокуратура РФ признала, что авторы других версий смерти С. А. Есенина правильно отмечают низкое качество и неполноту акта осмотра места происшествия и трупа Есенина, проведённого участковым надзирателем милиции Горбовым без участия врача, — в нём не отражены существенные обстоятельства (состояние номера, размеры верёвки, высота её привязывания и др.), с тем, чтобы убедительно подтвердить возможность для Есенина закрепить верёвку высоко под потолком, а также невозможность проникновения посторонних лиц в запертый изнутри гостиничный номер. Вместе с тем Генпрокуратура РФ отметила существование (в том числе в настоящее время) практики работы органов следствия и дознания, когда такие нарушения нередко допускаются при очевидности «ненасильственной» смерти. И далее (о других версиях): «Каких-либо объективных доказательств того, что версия о самоубийстве Есенина не была очевидна для его знакомых Устиновых, Эрлиха и других лиц, в том числе и присутствовавших при осмотре трупа, авторами публикаций не приводится».
Комиссия Ю. Л. Прокушева установила, что почти все версии об убийстве Есенина строились на критике центрального документа — акта вскрытия тела Есенина судмедэкспертом А. Г. Гиляревским (1855—1931). Несмотря на отдельные замечания к акту Гиляревского, общий вывод комиссии гласил: заключение прозектора о том, что «смерть Есенина последовала от асфиксии, произведённой сдавливанием дыхательных путей через повешение», соответствует описательной части акта и полностью вытекает из неё. Комиссия установила, что акт Гиляревского был частично повреждён, а именно 7 нижних строчек на обеих сторонах листа. В результате трасологической экспертизы были восстановлены две фразы: «Кости черепа целы» и «Мозг весит 1920 грамм». По просьбе комиссии был проведён ряд других экспертиз, подытоженных выводом: «опубликованные „версии“ об убийстве поэта с последующей инсценировкой повешения, несмотря на отдельные разночтения… являются вульгарным, некомпетентным толкованием специальных сведений, порой фальсифицирующим результаты экспертизы». Высокое качество работы прозектора Гиляревского при вскрытии тела Есенина оценили в 2007 году судмедэксперты Ю. А. Молин и В. Ю. Назаров. Ряд исследователей посчитали версии об убийстве Есенина поздним вымыслом или малоубедительными.
В результате работы комиссии, «признавая неполноту дознания, поверхностные объяснения, поверхностный Акт Гиляревского, несмотря на недостатки и тактические упущения»:189, был сделан вывод, что дознание по делу о смерти Есенина проведено в соответствии с УПК РСФСР, а принятое решение о прекращении производства дознания следует считать законным.
Несмотря на официальное заключение комиссии, Ю. Л. Прокушев в интервью поэту Ю. Чехонадскому сказал:

Для меня всё более очевидно, что Есенин был убит дважды. Его довели до петли или действительно убили: с каждым разом всё яростней становились критические выпады против поэта в печати, плотнее сжималось кольцо убийственной клеветы, разорвать которое ему становилось всё труднее, а вернее — было почти невозможно… После смерти Есенина это стало особенно очевидно… Второй раз Есенина убили уже после смерти — убили на десятилетия его поэзию, пытаясь кощунственно оторвать поэта от народа.
Работу комиссии Ю. Л. Прокушева анализировал и подверг критике заведующий Православной юридической консультацией, адвокат Виктор Константинович Фомин. Он, в частности, отметил, что проводимые по просьбе комиссии многочисленные «экспертизы» осуществлялись без возбуждения уголовного дела, с грубыми нарушениями процессуальных прав граждан (родственников С. А. Есенина) и без предупреждения каждого из экспертов об ответственности за дачу ложных заключений. Поэтому все заключения комиссии — это всего лишь частные мнения проводивших их лиц и делать с их учётом окончательный вывод о самоубийстве Есенина недопустимо.
Сомнения в объективности выводов государственных судмедэкспертов высказал Андрей Крусанов в своей статье «Судмедэксперты как защитники официальной версии».

### Альтернативные версии
Сразу после гибели Сергея Есенина стали появляться разные версии его смерти, но в советское время многое нельзя было обсуждать открыто. Версия, противоречившая официальной, существовала ещё с 28 декабря 1925 года — есть соответствующие свидетельства Н. Л. Брауна, В. Ф. Наседкина, В. С. Сварога. В заметке, опубликованной 4 января 1926 года в рижской (эмигрантской) газете «Слово», отмечалось:

По Москве упорно циркулируют слухи, что поэт Есенин не покончил с собой, как гласит официальная версия, а отравлен чекистами. Самоубийство же было симулировано потом. <…> Следователь Семеновский, ведший дело в направлении убийства поэта, а не самоубийства, был отстранён от дальнейшего следствия и заменён другим. Из кругов, близких к покойному поэту, сообщают, что Есенин в последнее время сильно досаждал советской власти своими едкими сатирами на коммунистические верхи, причём эти стихи нелегально размножались и тайно ходили по рукам.
В конце 1980-х — начале 1990-х годов ситуация в стране изменилась. Одним из первых высказал в прессе (газета «Люберецкая правда» от 12 ноября 1988 года) мысль об убийстве Есенина Василий Белов — он не приводил никаких доказательств, а ссылался лишь на известные опубликованные фотографии. На Есенинских чтениях в марте 1989 года доктор медицинских наук, профессор Ф. М. Морохов и исследователь творчества поэта С. Демиденко сделали доклад «Последние дни жизни Есенина», в котором говорилось о порочности акта Гиляревского и утверждалось, что поэт был убит. По мнению Морохова, поэта намеренно психологически травили и дискредитировали, провоцировали конфликты, устраивали скандалы в общественных местах с приводом в милицию.
Сторонником версии убийства стал следователь, полковник милиции Эдуард Хлысталов, работы которого в 1989—1991 годах, а позже книга «Тайна гибели Есенина. Записки следователя из „Англетера“» (2005) вызвали особенно большой резонанс. Хлысталов в своём частном расследовании пришёл к выводу, что к смерти Есенина могли иметь прямое отношение Эрлих и Назаров, которые вели себя странно и нелогично, судя по их собственным воспоминаниям и воспоминаниям других лиц. Для инсценировки самоубийства могли быть сфабрикованы ложные документы, фальсифицированы или уничтожены улики, оказано давление на экспертов, запугивание окружения Есенина, а также запущен и поддерживался слух о его пьянстве, дебоширстве и психической болезни. Так, по найденной в архивах выписке о регистрации смерти С. А. Есенина, выданной 29 декабря 1925 года в столе загса Московско-Нарвского райсовета, Хлысталов предположил, что основанием для выдачи свидетельства о смерти (его 16 января 1926 года получил Эрлих) было медицинское заключение Гиляревского № 1017, а не общеизвестное — без номера и других атрибуций. Хлысталов не увидел признаков, которые почти всегда бывают у трупов при самоповешении, и отметил, что утверждение о смерти 28 декабря 1925 года никем не доказано, так как в акте Гиляревского не указано, когда она могла наступить, а газеты сообщали о наступлении смерти за 5—6 или за 6—7 часов до обнаружения трупа без ссылки на источник этих сведений.
Писатель Виктор Кузнецов, доказывая несостоятельность акта вскрытия тела Есенина, нашёл в архивах подлинный, составленный по принятой тогда форме акт «судебно-медицинского освидетельствования мёртвого тела гр. Виттенберга Виктора» за подписью «Суд. мед. эксперта Гиляревского» от 6 января 1926 года, и предположил, что все акты вскрытия, составленные Гиляревским до 1926 года, кем-то уничтожены. По его версии, Есенин сразу после приезда в Ленинград 24 декабря 1925 года был арестован (возможно, по приказу Л. Троцкого), затем допрошен, до смерти избит, а его тело было перенесено в пятый номер «Англетера». Для выяснения обстоятельств убийства нужен доступ к личному делу Устинова и к протоколам допроса Якова Блюмкина перед его расстрелом в 1929 году, чему поможет открытие архивов, в первую очередь — ФСБ.
Сторонники версий об убийстве утверждают, что при детальном рассмотрении посмертных фото Есенина можно предположить, что он перед смертью был сильно избит. Версию об убийстве поддерживал Станислав Куняев, написавший вместе со своим сыном Сергеем публицистическую биографию Сергея Есенина и ряд работ о журналистском расследовании его гибели. По мнению поэтессы Натальи Сидориной, было продуманное убийство с подготовленной программой распространения версии о самоубийстве. Иван Лысцов предположил, что было политическое убийство — Есенин «поплатился» за дерзкий поэтический памфлет о Лейбе Троцком («Страну негодяев»), а исполнить приговор мог Блюмкин при помощи Эрлиха. Польские исследователи Гжегож Ойцевич и Рената Влодарчик предположили, что убийцами могли быть Назаров и Устинов.
Юрий Павлов назвал отношение к смерти Есенина неким водоразделом между «правыми» и «левыми» авторами. Резкое неприятие версии об убийстве — это, как правило, следствие непонимания особенностей личности и творчества Есенина, его русского мировосприятия. Павлов посчитал странной реакцию власти на смерть Есенина (взятые на свой счёт расходы на похороны, беспрецедентная надпись на полотнище: «Тело великого русского поэта Сергея Есенина покоится здесь» и т. д.) и усмотрел в этом ещё одно доказательство причастности власти к гибели поэта, попытку «заткнуть» рот друзьям и родственникам.
Поэт и журналист Николай Астафьев провёл детальный анализ протокола опроса Эрлиха — его он назвал главным свидетелем, сознательным фальсификатором и мистификатором. Сравнив мемуары Эрлиха, Е. Устиновой и Устинова, он показал, что их тексты носят черты манипуляции. Он представил убедительные доказательства, что именно Эрлих заманил Есенина в «Англетер», и предположил, что Эрлих был очевидцем убийства поэта и знал исполнителей.
Виктор Фомин назвал мотивом убийства начавшее распространяться в 1925 году мнение, что автором «Послания евангелисту Демьяну» был С. А. Есенин. Виктор Кузнецов предположил, что Есенин хотел бежать из страны. За месяц до смерти, 27 ноября, он писал своему другу Петру Чагину: «…Избавлюсь <от скандалов>, улажу, пошлю всех… и, вероятно, махну за границу. Там и мёртвые львы красивей, чем наши живые медицинские собаки». Маршрутом бегства могла быть Великобритания или Прибалтика, но кто-то выдал его намерение.
В подтверждение версий об убийстве писатель Сергей Каширин указал, что вслед за Есениным при загадочных обстоятельствах погибли почти все те, кто хоть что-то знал или намеревался узнать о смерти поэта: Г. Бениславская (1926), Г. Устинов (1932), Иван Приблудный (13 августа 1937), С. Клычков (8 октября 1937), Венедикт Март (16 октября 1937), Н. Клюев (25 октября 1937), В. Князев (10 ноября 1937), В. Эрлих (24 ноября 1937), В. Наседкин и П. Орешин (15 марта 1938), П. Медведев (18 июня 1938), З. Райх (1939). По мнению Каширина, литераторы И. Садофьев, В. Рождественский и Н. Браун (см. интервью с Н. Н. Брауном, опубликованные в 2000-х годах), с которыми ему довелось встретиться в 1950—1960-х годах, «что-то знали такое, о чём говорить не хотели, или, может быть, есенинской темы касаться им было даже запрещено»; возможно, им было известно, как погиб Есенин.
Андрей Крусанов отметил, что среди всех подобных работ есть как тенденциозные труды с грубыми ошибками и даже подтасовками, так и добросовестные исследования. Как пример последних, он называет работы Э. А. Хлысталова (в первую очередь), Ф. А. Морохова, С. С. Куняева. Вместе с тем он подверг критике книги В. И. Кузнецова «Тайна гибели Есенина» (1998) и «Сергей Есенин. Казнь после убийства» (2005). В них автор, по мнению Крусанова, «не реконструирует прошлое, а формирует его по собственному произволу», а допущенные автором многочисленные ошибки, «вопреки намерениям исследователя, не доказывают, а, напротив, полностью дискредитируют его версию событий, связанных со смертью Есенина». В свою очередь Крусанов полагает, что фотографии в материалах о смерти Есенина дают важную информацию о ранах на его лице и правой руке, не отражённую в актах Горбова и Гиляревского. Это:
- воронкообразное углубление под правой бровью — рана зафиксирована только на фотографиях, снятых 28 декабря 1925 года в «Англетере», на других изображениях, а также на посмертных масках видна либо искажённо (после вскрытия тела), либо в отреставрированном виде, как белое или тёмное пятно на коже, либо не видна вообще; рана не упомянута в обоих актах, иначе пришлось бы объяснять её происхождение; оценочные размеры: внешний диаметр 10,5 мм, внутренний диаметр 7,2 мм[137]; рана похожа на входное отверстие от пули[138];
- косая вмятина на лбу — при описании этой раны Гиляревский указал только длину и ширину: «На середине лба, над переносьем, — вдавленная борозда длиною около 4 сант. и шириною 1½ сант. <…> под кожным лоскутом на месте вдавленной борозды в лобной области имеется небольшой кровоподтёк», а если бы эксперт указал и глубину, то она вступила бы в противоречие с его утверждением, что «кости черепа целы»; оценочные размеры над левой бровью: ширина ~22 мм, глубина ~14,7 мм; то же у переносицы: ширина ~12,5 мм, глубина ~10,1 мм[139]; вмятина глубиной 10—14 мм не могла быть оставлена трубой отопления, а кожный лоскут не мог образоваться при самоповешении или при снятии тела из петли[140];
- рана на внешней стороне правой руки между локтем и кистью — содранный лоскут кожи, собранный и смятый в левой части раны, ровные края которой указывают на то, что кожа могла быть срезана бритвой; отсутствие крови указывает, что либо она была смыта кем-то после смерти, либо это посмертное ранение (до повешения мёртвого тела) — в обоих случаях это свидетельство убийства, возможно, поэтому рана не упомянута в обоих актах[141];
- рана (в виде вытянутого стерженька) в области внутреннего угла правого глаза, не упомянутая в обоих актах, — углубление (длина 7 мм, ширина 4 мм, глубина 5 мм), рану можно обнаружить на посмертных масках, особенно при косом освещении, на посмертных фотографиях рана не просматривается из-за неподходящих ракурсов[142].

Также ставят под сомнение версию самоубийства следующие обстоятельства:
- наличие на шее Есенина двух видов странгуляционной борозды (от витой верёвки и от тесьмы или ремня) и отсутствие оставивших её предметов как вещественных доказательств;
- оценочная высота якобы использованной для самоубийства тумбы (1,2—1,25 м) ниже, чем указанное в акте расстояние от пола до ног Есенина (~1,5 м), подтверждаемое указанием на то, что «труп висел под самым потолком»;
- нет фотографий тела в петле и обстановки в номере на момент его обнаружения, нет опросов швейцара, дворника, уборщицы и жильцов соседних номеров;
- нет упоминания о самоповешении в акте Гиляревского[К 38], хотя в его протоколах вскрытия за период 1 января 1926 — 1 марта 1928 года он обоснованно выносил заключение о самоповешении, используя такие фразы (или подобные им по смыслу): «смерть последовала от асфиксии вследствие самоповешения» или «смерть произошла от асфиксии вследствие повешения. Отсутствие знаков борьбы говорит за самоповешение»;
- изъятие из архива «Бюро судебно-медицинских экспертиз» книги Гиляревского «Протоколы вскрытия мёртвых тел за 1925 год»[К 49];
- пропажа есенинского пиджака;
- позднейшее свидетельство вдовы управляющего «Англетером» о том, что её мужа вызвали в гостиницу вечером 27 декабря в связи со случившимся там происшествием;
- свидетельство уборщицы В. В. Васильевой о том, что вечером 27 декабря спящего, пьяного или мёртвого Есенина переносили в пятый номер гостиницы.

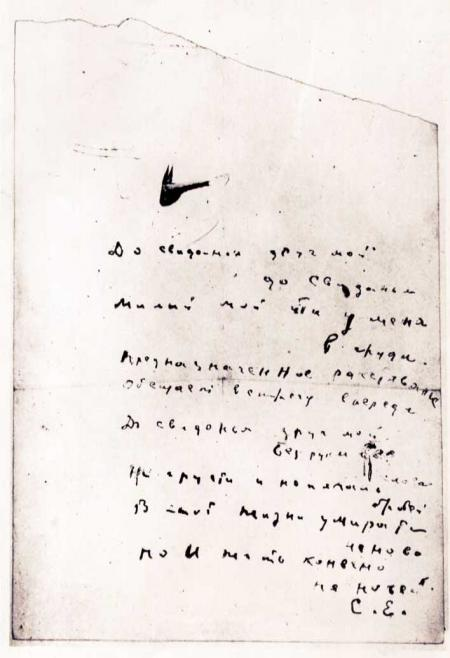
Подлинный автограф стихотворения «До свиданья, друг мой, до свиданья…»

### «Предсмертное стихотворение»
Стихотворение «До свиданья, друг мой, до свиданья…» для многих людей было главным свидетельством того, что Сергей Есенин покончил жизнь самоубийством, и ныне сторонники версии самоубийства ссылаются именно на эти стихи:
До свиданья, друг мой, до свиданья.

Милый мой, ты у меня в груди.

Предназначенное расставанье

Обещает встречу впереди.

До свиданья, друг мой, без руки, без слова,

Не грусти и не печаль бровей, —

В этой жизни умирать не ново,

Но и жить, конечно, не новей.
Это стихотворение, выдаваемое за якобы «предсмертную записку» Есенина, не упомянуто в материалах дознания, кроме того, сомнительны обстоятельства и время его появления. Таким образом, в «деле» такого процессуального источника доказательств не было, но многочисленные ссылки именно на это «доказательство» всюду присутствуют. Стихотворение сделали «предсмертным» Эрлих и Устинов, опубликовав его 29 декабря 1925 года в вечернем выпуске «Красной газеты» в статье Устинова «Сергей Есенин и его смерть». Заключительные строки: «В этой жизни умирать не ново, / Но и жить, конечно, не новей», имеют разный смысл в различных контекстах — они слишком неоднозначны, и только предвзятая позиция превращает их в «доказательство самоубийства», хотя Есенин говорил о жизни и смерти, но не о самоубийстве.
Изначально пятая строка читалась: «До свиданья, друг мой, без руки и слова…» Стихотворение с искажённой строкой публиковалось до конца 1960-х годов (кроме сборника: «Избранное». М., 1946, сост. С. А. Толстая-Есенина). Николай Астафьев, исследуя подлинный автограф стихотворения, отметил, что в нём нет слова «ты», а есть слово «чти» и вторая строка отчётливо читается: «Милый мой, чти у меня в груди». При этом предлог «у» — это исправленный союз «и», а слово «чти» на «ты» не исправлено. Незавершённость правки породила сомнение, что её делал Есенин. До правки вторая строка читалась бы: «Милый мой, чти и меня в груди». Есть несколько версий, к кому могло быть обращено стихотворение — «друг» мог быть и конкретным человеком, и обобщённым понятием. По мнению ряда исследователей, стихотворение было обращено к расстрелянному в марте 1925 года Алексею Ганину и есть основания считать, что это недатированное стихотворение было написано задолго до декабря 1925 года. По мнению Астафьева, за кляксой в левом верхнем углу на подлинном автографе скрыто имя реального адресата: «Г.» (Ганину). Чёрно-белое факсимиле автографа было опубликовано в 1926 году в журнале «Красная нива» (№ 4, 24 января, с. 8) с пояснением: «Мы воспроизводим здесь снимок этого последнего стихотворения Есенина. Стихотворение написано на клочке бумаги, вероятно, первом, попавшемся под руку».
В сборнике материалов о последних днях жизни Есенина и его гибели «Не умру я, мой друг, никогда…», выпущенном по инициативе племянницы поэта Светланы Петровны Есениной, в материале Владимира Паршикова приведён факт наличия у матери поэта в августе 1951 года в Константинове листка посеревшей бумаги с написанным карандашом стихотворением «До свиданья, друг мой, до свиданья…», в котором было много исправлений. Посетившим тогда есенинский дом Татьяна Фёдоровна сказала, что это стихотворение Сергей написал в последний приезд в Константиново в сентябре 1925 года, посвятив его кому-то из умерших друзей-поэтов. В том, что стихотворение не предсмертное, уверен Борис Конухов, он отметил:

«Предназначенное расставанье» не может быть самоубийством. День сведения счётов с жизнью, конечно, можно назначить, но его нельзя предназначить. Предназначают до нас, за нас, и делает это сила выше нас. Верующие называют эту силу Божьим Промыслом или Судьбой. Самоубийство — преступление и против Бога, и против Судьбы. И оно не может быть предназначено. Самоубийства нет в Божьем замысле о человеке. Оно совершается самовольно, наперекор высшей воле. Оно осуждается церковью — самоубийц не отпевают. Есенин не забывал церковной традиции и знал цену слов.
«Поэт понимал, что он основной объект травли и что он будет убит вслед за Ганиным, — предположил Борис Конухов. — Вот тогда и были написаны эти высокие, трагические, но полные веры в бессмертие стихи: „Предназначенное расставанье / Обещает встречу впереди…“». Он отнёс дату написания к концу марта 1925 года.
Вместе с тем существуют сомнения в авторстве этого стихотворения — даже несмотря на то, что в 1992 году, в ходе работы комиссии Ю. Л. Прокушева, были проведены две экспертизы. Кандидат медицинских наук Т. В. Стегнова установила, что текст на листке написан кровью, хотя не выяснено, была ли это кровь человека или животного, а если человека, то была ли это кровь Есенина — сравнение её с данными родственников поэта не проводилось. Исследовавшая почерк автора эксперт-криминалист Ю. Н. Погибко сделала вывод, что текст написан Есениным в необычном психофизиологическом состоянии. Однако эта экспертиза проводилась по фотокопиям автографов, и автографы для сравнения были не поздние, а 1924 года, и были написаны Есениным в обычном состоянии, а надо было сравнивать с его автографами, написанными в необычном психофизиологическом состоянии, например с некоторыми из его писем. По мнению Зинаиды Москвиной, выводы обеих экспертиз нельзя признать окончательными.
По мнению Астафьева, кровавые правки в подлинный автограф были внесены кем-то вечером 27 декабря, кроме того, была изготовлена копия (подделка) автографа на листке, вырванном из есенинского осеннее-зимнего блокнота 1925 года. На подделке чётко читалось «без руки, без слова» и не было никаких клякс. Подделка тоже не датировалась, но факт извлечения листка из блокнота должен был убеждать, что и это стихотворение написано самим Есениным 27 декабря 1925 года. Чёрно-белое факсимиле подделки впервые было опубликовано в 1960-х годах, противореча не только прежним публикациям подлинного автографа, но и его печатному аналогу в «Красной газете» от 29 декабря 1925 года.
Андрей Крусанов опровергает мнение Астафьева о «поддельной копии» и полагает, что это тщательно отретушированная фотокопия подлинного автографа — на ней убраны пятна, кляксы и следы сгибов листа, а также усилен угасающий на подлиннике текст. По сведениям из Рукописного отдела ИРЛИ, где хранится подлинный автограф, в 1963 году, в период подготовки к изданию собрания сочинений Есенина, были изготовлены две фотокопии автографа, одна из которых (вторая осталась в ИРЛИ), возможно, была отправлена в Москву, где её отретушировали и опубликовали в 1967 году.

## Творчество

### Поэзия
С первых поэтических сборников («Радуница», 1916; «Сельский часослов», 1918) выступил как тонкий лирик, мастер глубоко психологизированного пейзажа, певец крестьянской Руси, знаток народного языка и народной души.
В 1919—1923 годах входил в группу имажинистов. Трагическое мироощущение, душевное смятение выражены в циклах «Кобыльи корабли» (1920), «Москва кабацкая» (1924), поэме «Чёрный человек» (1925). В поэме «Баллада о двадцати шести» (1924), посвящённой бакинским комиссарам, сборнике «Русь Советская» (1925), поэме «Анна Снегина» (1925) Есенин стремился постигнуть «коммуной вздыбленную Русь», хотя продолжал чувствовать себя поэтом «Руси уходящей», «золотой бревенчатой избы». Драматическая поэма «Пугачёв» (1921).
После опубликованной Н. И. Бухариным в центральном партийном органе газете «Правда» статьи «Злые заметки», утверждавшей, что Есенин «представляет самые отрицательные черты русской деревни», и призывавшей дать по «классово чуждой» есенинщине «хорошенький залп», вокруг имени поэта развернулась широкая кампания травли. В результате длительное время книги поэта не издавались. Однако, это не предотвратило его признания народом. На стихи Есенина повсеместно пелись песни, распространялись его переписанные от руки сборники. Как заметил литературовед Д. М. Фельдман, «Злые заметки» не столько отражали литературную позицию Бухарина, сколько преследовали цель публично контратаковать литераторов, связанных с Троцким. Многолетний соратник Троцкого Александр Воронский, попытавшийся вступить в дискуссию с Бухариным и «защитить память» Есенина, был снят с поста редактора журнала «Красная новь».

### Тематика произведений
Из писем Есенина 1911—1913 годов вырисовывается сложная жизнь начинающего поэта, его духовное созревание. Всё это нашло отражение в поэтическом мире его лирики 1910—1913 годов, когда им было написано свыше 60 стихотворений и поэм. Здесь выражены его любовь ко всему живому, к жизни, к Родине. На такой лад поэта особенно настраивает окружающая природа («Выткался на озере алый свет зари…», «Дымом половодье…», «Берёза», «Весенний вечер», «Ночь», «Восход солнца», «Поёт зима — аукает…», «Звёзды», «Темна ноченька, не спится…» и др.).

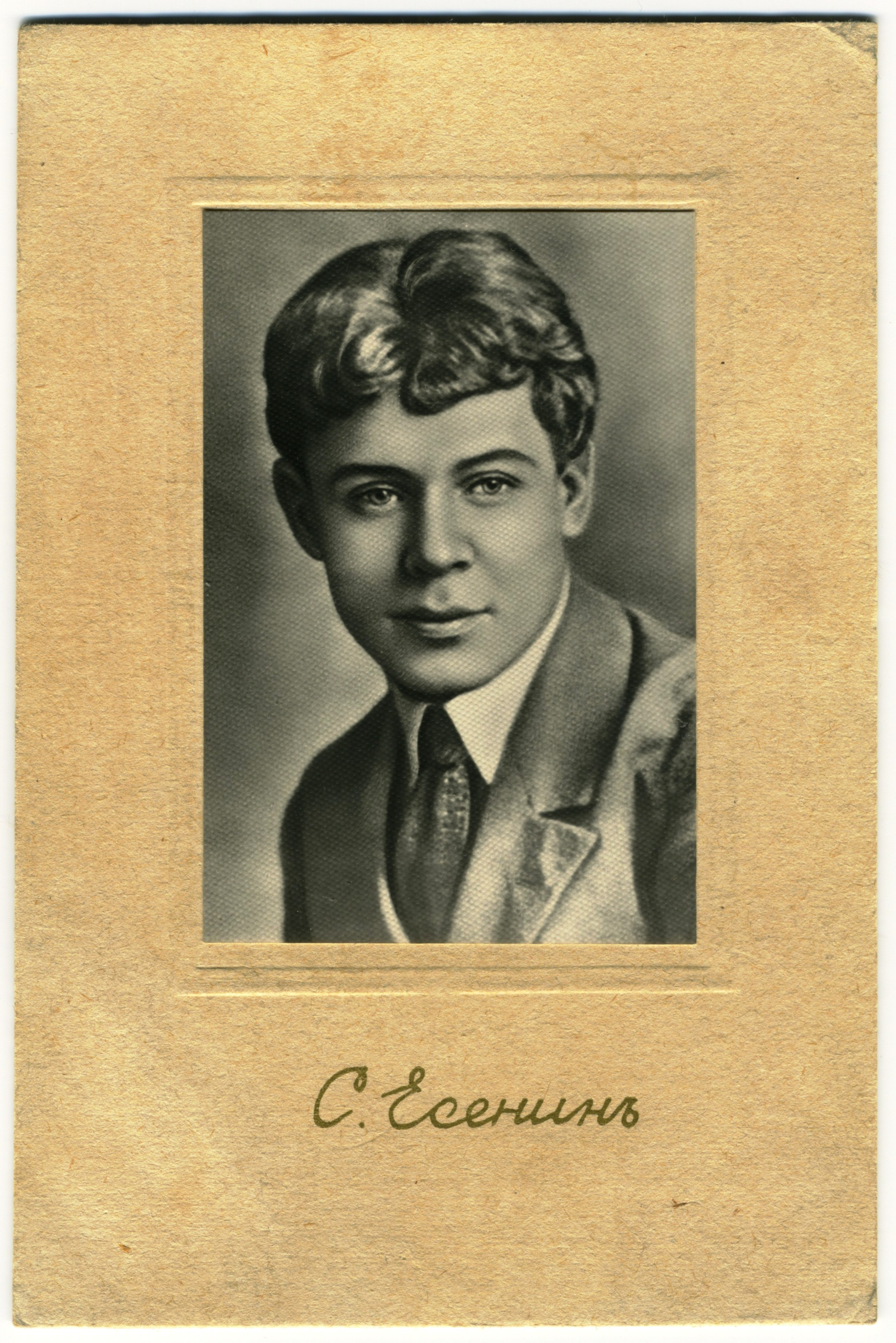
Портрет и автограф Есенина на паспарту, 1923 год

С первых же стихов в поэзию Есенина входят темы родины и революции. С января 1914 года стихи Есенина появляются в печати («Берёза», «Кузнец» и др.). «В декабре он бросает работу и отдаётся весь стихам, пишет целыми днями», — вспоминает Изряднова. Поэтический мир становится более сложным, многомерным, значительное место в нём начинают занимать библейские образы и христианские мотивы. В 1913 году в письме Панфилову он пишет: «Гриша, в настоящее время я читаю Евангелие и нахожу очень много для меня нового». Позже поэт отмечал: «Рано посетили меня религиозные сомнения. В детстве у меня очень резкие переходы: то полоса молитвенная, то необычайного озорства, вплоть до богохульства. И потом и в творчестве моём были такие полосы».
В марте 1915 года Есенин приезжает в Петроград, встречается с Блоком, который высоко оценил «свежие, чистые, голосистые», хотя и «многословные» стихи «талантливого крестьянского поэта-самородка», помог ему, познакомил с писателями и издателями. В письме к Николаю Клюеву Есенин сообщал: «Стихи у меня в Питере прошли успешно. Из 60 принято 51». В том же году Есенин вошёл в группу «крестьянских» поэтов «Краса».
Есенин становится знаменитым, его приглашают на поэтические вечера и в литературные салоны. М. Горький писал Р. Роллану: «Город встретил его с тем восхищением, как обжора встречает землянику в январе. Его стихи начали хвалить, чрезмерно и неискренне, как умеют хвалить лицемеры и завистники».
В феврале — мае 1916 года в журнале «Северные записки» была опубликована повесть Есенина «Яр» на деревенскую тематику.
В начале 1916 года выходит из печати первая книга Есенина «Радуница». В названии, содержании большей части стихотворений (1910—1915) и в их отборе видна зависимость Есенина от настроений и вкусов публики.
Творчество Есенина 1914—1917 годов предстаёт сложным и противоречивым («Микола», «Егорий», «Русь», «Марфа Посадница», «Ус», «Иисус-младенец», «Голубень» и др. стихотворения). В этих произведениях представлена его поэтическая концепция мира и человека. Основой Есенинского мироздания является изба со всеми её атрибутами. В книге «Ключи Марии» (1918) поэт писал: «Изба простолюдина — это символ понятий и отношений к миру, выработанных ещё до него его отцами и предками, которые неосязаемый и далёкий мир подчинили себе уподоблениями вещам их кротких очагов». Избы, окружённые дворами, огороженные плетнями и «связанные» друг с другом дорогой, образуют деревню. А деревня, ограниченная околицей — это и есть Есенинская Русь, которая отрезана от большого мира лесами и болотами, «затерялась… в Мордве и Чуди». И дальше:
Не видать конца и края,

Только синь сосёт глаза…
Позднее Есенин говорил: «Я просил бы читателей относиться ко всем моим Иисусам, Божьим матерям и Миколам, как к сказочному в поэзии». Герой лирики молится «дымящейся земле», «на алы зори», «на копны и стога», он поклоняется родине: «Моя лирика, — говорил позже Есенин, — жива одной большой любовью, любовью к родине. Чувство родины — основное в моём творчестве».
В дореволюционном поэтическом мире Есенина Русь многолика: «задумчивая и нежная», смиренная и буйственная, нищая и весёлая, справляющая «праздники победные». В стихотворении «Не в моего ты бога верила…» (1916) поэт зовёт Русь — «царевну сонную», находящуюся «на туманном берегу», к «весёлой вере», которой теперь привержен он сам. В стихотворении «тучи с ожерёба…» (1916) поэт словно бы предсказывает революцию — «преображение» России через «муки и крест», и гражданскую войну.
И на земле и на небе Есенин противопоставляет лишь добрых и злых, «чистых» и «нечистых». Наряду с Богом и его слугами, небесными и земными, у Есенина в 1914—1918 годах действует возможная «нечисть»: лесная, водяная и домашняя. Злая судьба, как думал поэт, коснулась и его родины, наложила свою печать на её образ:
Не в моего ты Бога верила,

Россия, родина моя!

Ты, как колдунья, дали мерила,

И был, как пасынок твой, я.

## Адреса

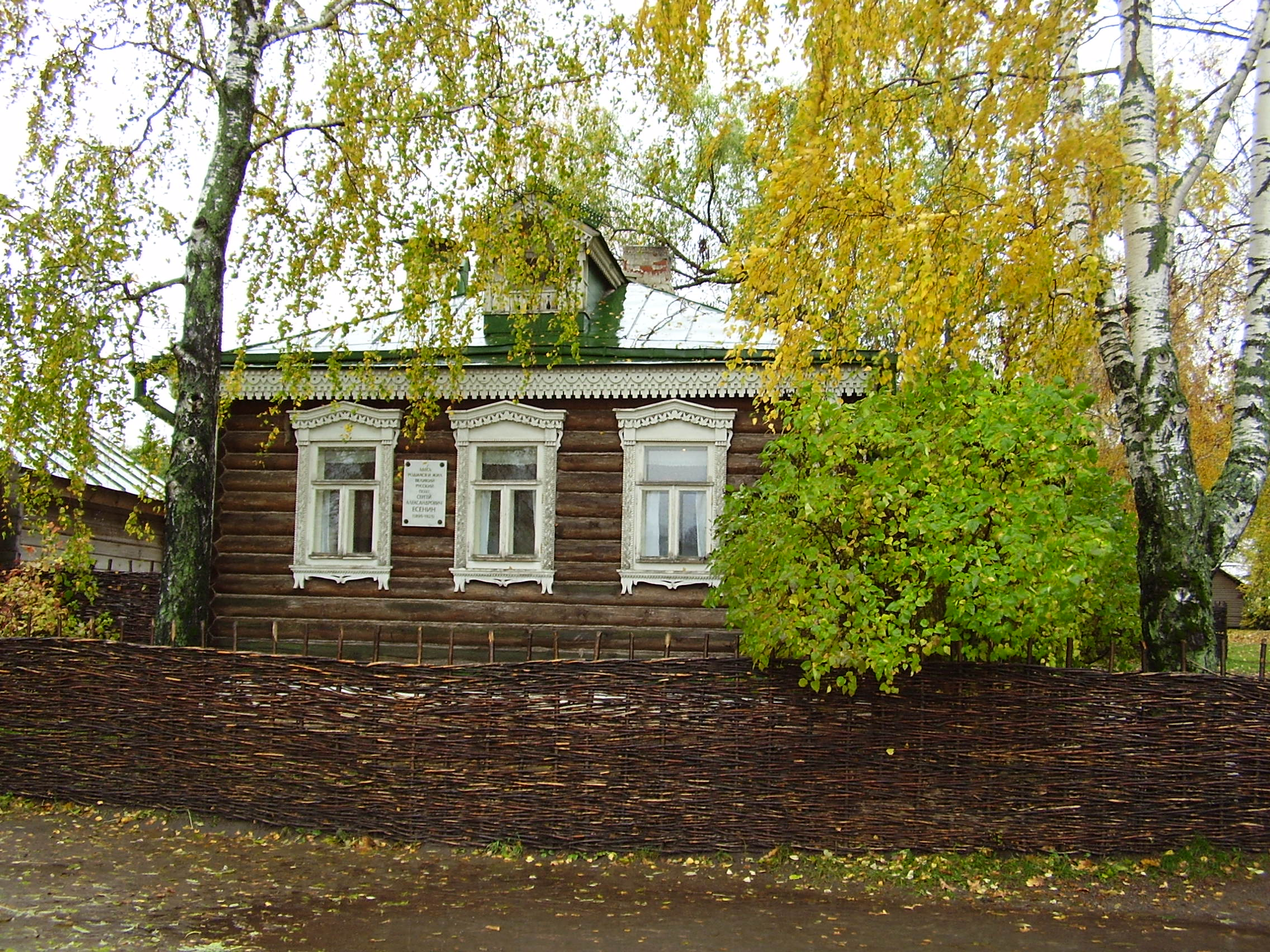
Дом Есениных[К 50]. Константиново
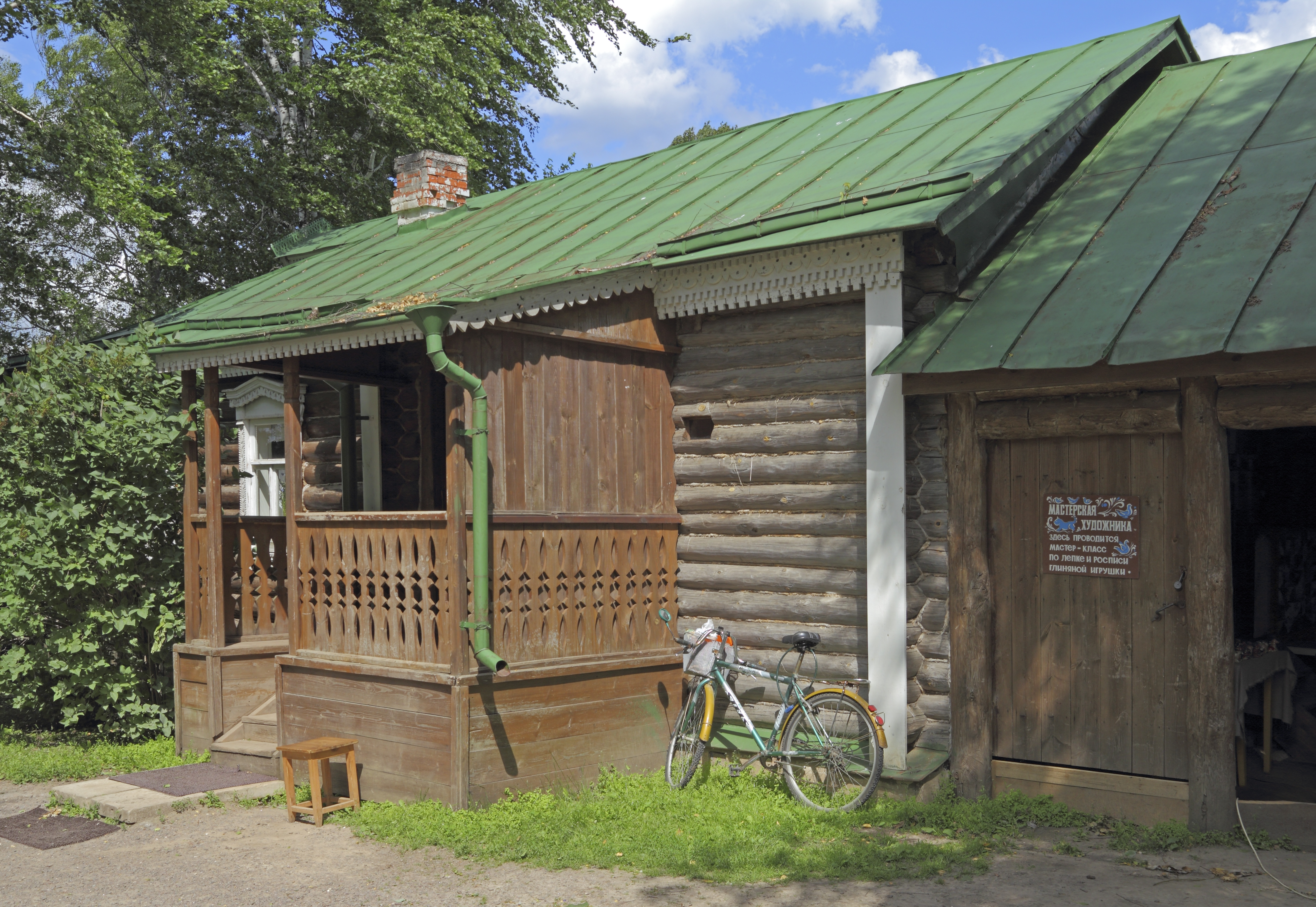
Дом Есениных (вид с крыльца)
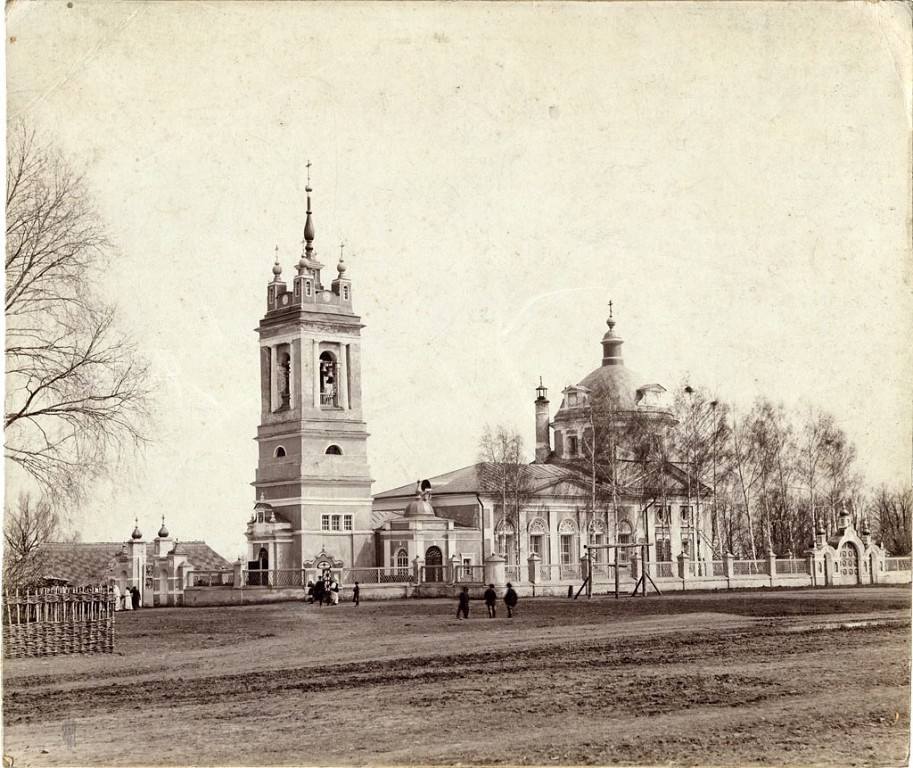
Казанская церковь села Константиново, где крестили Есенина, 1890-е годы
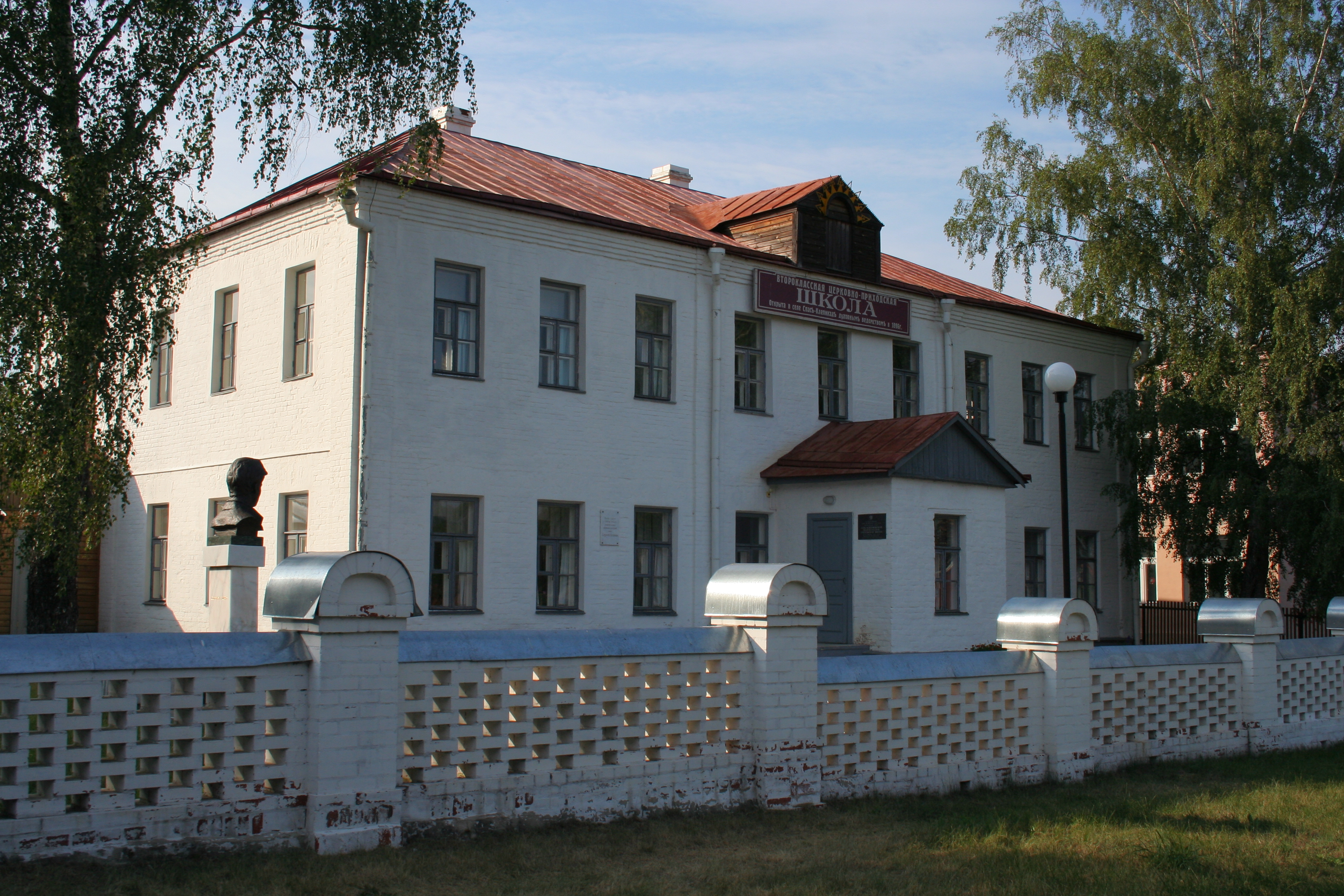
Здание школы, в которой учился Есенин. Спас-Клепики
Дом в Замоскворечье, где Есенин жил в 1911—1918 годах, ныне музей
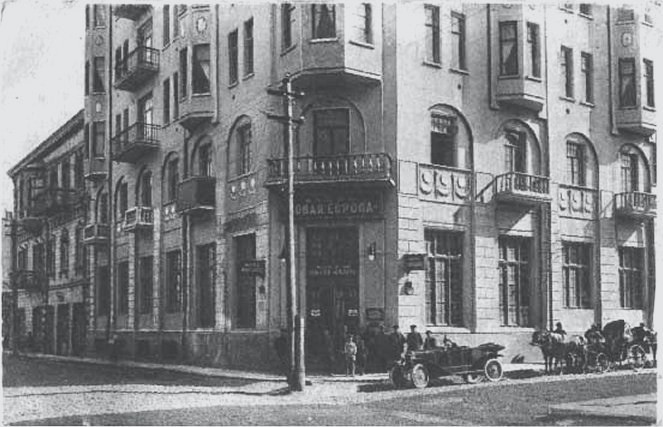
Гостиница «Новая Европа» в Баку, где останавливался Есенин
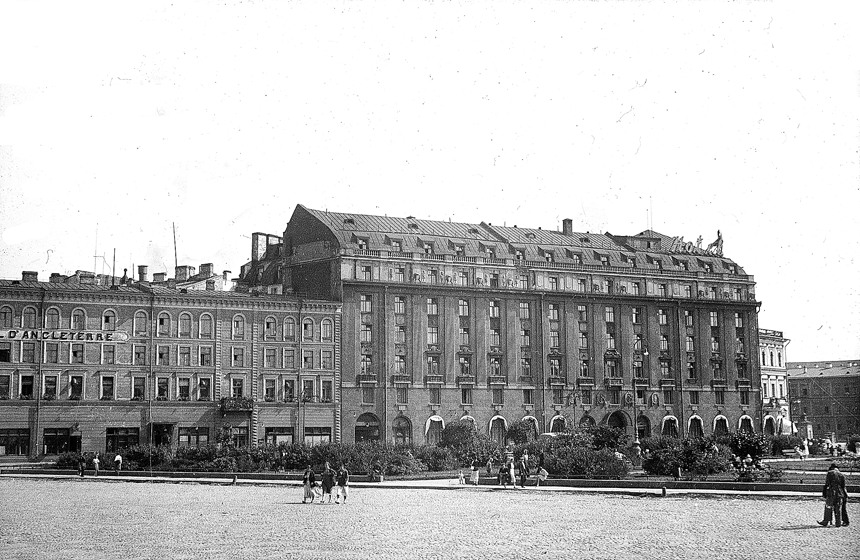
Гостиница Англетер (слева)

### В Рязанской области
- Константи́ново — в этом селе Сергей Есенин родился и жил в детстве (ныне здесь находится Государственный музей-заповедник С. А. Есенина).

### В Москве
- Б. Строченовский пер., 24, стр. 2 — здесь в Замоскворечье Есенин жил у отца в 1911—1918 годах.
- Чернышевского пер., 4 — здесь Есенин бывал в 1913—1915 годах, посещая Суриковский литературный кружок (ныне здесь филиал московского музея Есенина), рядом находилась редакция журнала «Парус», где печатался поэт.
- Петровский (бывш. Богословский) переулок, 5 — здесь Есенин и Мариенгоф снимали три комнаты в 1918—1921 годах.
- Большая Никитская ул., 15 — здесь с ноября 1919 года находилась лавка имажинистов.
- Тверская ул., 37 — адрес кафе «Стойло Пегаса».
- Пречистенка, 20 — дом-студия Айседоры Дункан, где Есенин жил в 1921—1922 годах.
- Брюсов пер., 2/14 стр. 3 — адрес Галины Бениславской, здесь Есенин жил в 1922—1924 годах.
- Померанцев пер., 3 — адрес Софьи Толстой, здесь Есенин жил в 1925 году.
- Ваганьковское кладбище, участок № 17 — место упокоения С. А. Есенина.

### В Петрограде — Ленинграде
- 1915 год — квартира С. М. Городецкого, Малая Посадская улица, 14, кв. 8.
- Ноябрь 1915 — март 1916 года — квартира К. А. Расщепериной[160] в доходном доме, набережная реки Фонтанки, 149, кв. 9.
- 1917—1918 годы — доходный дом, Литейный проспект, 33.
- 1917—1918 годы — квартира П. В. Орешина — 7-я Рождественская улица, 40.
- Февраль 1922 года — гостиница «Интернационал», улица Гоголя, 24.
- Апрель 1924 года — гостиница «Европейская», улица Лассаля, 1.
- Апрель — июль 1924 года — квартира А. М. Сахарова, Гагаринская улица, 1, кв. 12.
- 24—28 декабря 1925 года — гостиница «Англетер», улица Гоголя, 24.

## Песни на стихи Есенина

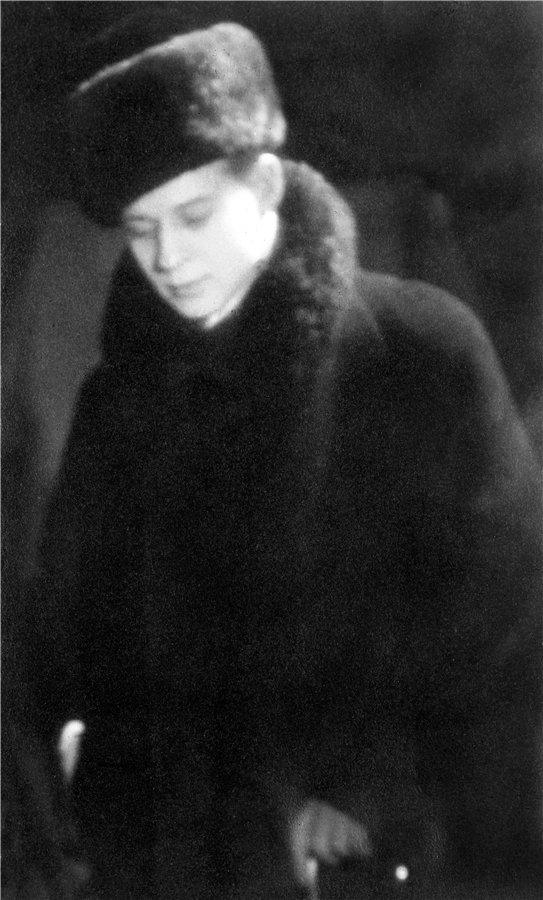
С. А. Есенин в 1922 году

Строки стихотворения Сергея Есенина «Письмо матери» (опубликовано весной 1924 года в журнале «Красная новь») произвели впечатление и на молодого композитора Василия Липатова. С тех пор романс на музыку Липатова звучал в исполнении Дмитрия Гнатюка, Юрия Гуляева, Вадима Козина, Клавдии Шульженко, Александра Малинина, других исполнителей, песня звучит в фильме «Калина красная». Эту песню Липатов написал всего за один день. Липатову также принадлежит авторство первой музыкальной версии на стихотворение «Клён ты мой опавший».
Лирика Есенина превращалась в романсы благодаря композитору, народному артисту СССР Григорию Пономаренко. Его произведения «Отговорила роща золотая», «Не бродить, не мять в кустах багряных», «Пускай ты выпита другим», «Не жалею, не зову, не плачу», «Выткался на озере», «Шаганэ ты моя, Шаганэ», «Заметался пожар голубой», «Собаке Качалова» входили в репертуар Иосифа Кобзона, Владимира Трошина, Аркадия Северного, ансамбля «Радуница», ВИА «Орэра».
К творчеству Есенина обращались Александр Вертинский («В том краю, где жёлтая крапива», «До свиданья, друг мой, до свиданья»), Иван Козловский («Ты поила коня», «Я по первому снегу»), Муслим Магомаев («Королева», «Прощай, Баку»), Евгений Мартынов («Берёзка»), Валерий Ободзинский («До свиданья друг мой, до свиданья»), Владимир Высоцкий (на любительской плёнке сохранился отрывок из сказки «Сиротка»).
Песни на стихи Есенина входили в репертуар Клавдии Хабаровой. С музыкой Алексея Карелина стали знаменитыми песни «Цветы мне говорят — прощай», «Черёмуха душистая», «Вот оно — глупое счастье» и другие. Аркадий Северный включал в свои выступления романсы «Ты меня не любишь», «Белая свитка и алый кушак», «Вечер чёрные брови насопил», «До свиданья друг мой, до свиданья» и другие. На музыку Александра Вертинского Алексей Покровский исполнял «Последнее письмо» и многие другие песни. Композитор Сергей Сарычев и группа «Альфа» превратили во всесоюзный хит песню «Я московский озорной гуляка», а тандем композитора Сергея Беляева и исполнителя Александра Малинина сделала популярной песню «Забава».
Строки Есенина обретали своё звучание и в женском исполнении Людмилы Зыкиной («Слышишь, мчатся сани»), Галины Ненашевой («Берёза»), Нины Пантелеевой («Не жалею, не зову, не плачу»), Ирины Понаровской («Капли»), Надежды Бабкиной («Отговорила роща золотая»).
Стихи Есенина тесно переплетены с кинематографом. Романсы входили в творческие вечера актёров («Я зажёг свой костёр» на музыку Юрия Эриконы в исполнении Николая Караченцова, «Королева» в телевизионном бенефисе Ларисы Голубкиной). Песни вплетались в сюжет фильма («Клён ты мой опавший» под гитару исполняет учитель пения Андрей Попов в одноимённом фильме). Оригинальное прочтение известных песен предлагается для художественного кино. Так, композиция «Под окошком месяц» на музыку Яна Френкеля звучит в фильме «Корона Российской империи, или Снова неуловимые», в исполнении Максима Аверина в сериале «Гастролёры» (серия 4), «Клён ты мой опавший» в исполнении группы «Чайф» для фильма «По ту сторону волков».
Стихи Есенина звучат и в переводе. Итальянский певец и композитор Анджело Брандуарди в свой альбом 1975 года «La luna» включил песню по мотивам «Исповеди хулигана». Польский эстрадный певец и композитор Кшиштоф Кравчик записал в 1977 году пластинку, где стихи Есенина звучат в переводе Владислава Броневского. В 1979 году пластинку на стихи Есенина записал болгарский исполнитель Николай Любенов.
Песни на стихи Есенина исполняли Олег Погудин, Павел Пикалов, Андрей Мисин, Стас Михайлов, Александр Малинин, Вика Цыганова, Александр Новиков, Валерий Власов, Земфира, Елена Ваенга, Никита Джигурда, Женя Максимова, Прохор Шаляпин, трио «Реликт», трио «Соловушко», группы «Монгол Шуудан», «Кукрыниксы». Саундтреком к сериалу «Есенин» вышел альбом Сергея Безрукова под названием «Хулиган», в котором артист впервые выступил автором музыки. Группа «Рок-Синдром» в 2016 году выпустила рок-оперу — «Пугачов — музыка бунтарей» на полный текст поэмы Есенина.
Стихи Есенина звучат в жанре рэп — «Письмо к женщине», «Московский озорной гуляка» (Миша Маваши) и «Письмо к женщине» в исполнении ST, пэган-метал — «Я обманывать себя не стану» (группа «Невидь»), «Братья» (группа «Путь Солнца») инди-фолк — «Заметался пожар голубой», «Письмо к женщине» (группа The Retuses), дэткор — «До свидания, друг мой, до свидания» (группа «Bring Me the Horizon»), депрессивно-суицидальный блэк-метал — «Песня (Есть одна хорошая песня у соловушки…)» (группа Psychonaut 4), рок-сюиту «Есенин Сергей» выпустила «Мастерская Игоря Ковалёва». Творчеству Есенина посвящён вышедший в 1988 году альбом «O Jesenjinu» югославской рок-группы «Bolero». В 2005 году группа «Отпетые мошенники» выпустила песню «Гуляка», текстом которой послужило стихотворение «Московский озорной гуляка».

## Память

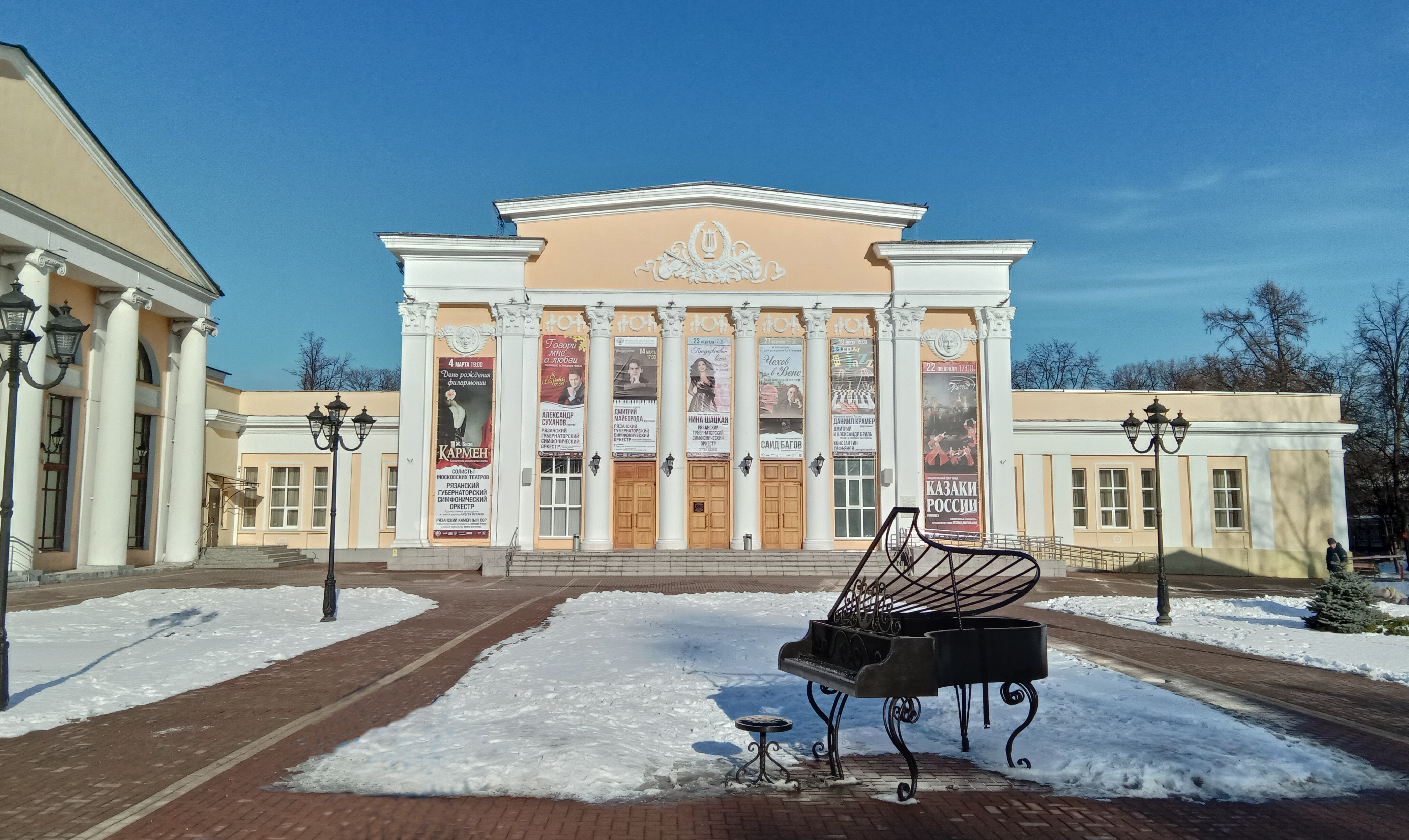
Концертный зал имени Сергея Есенина (Рязань)

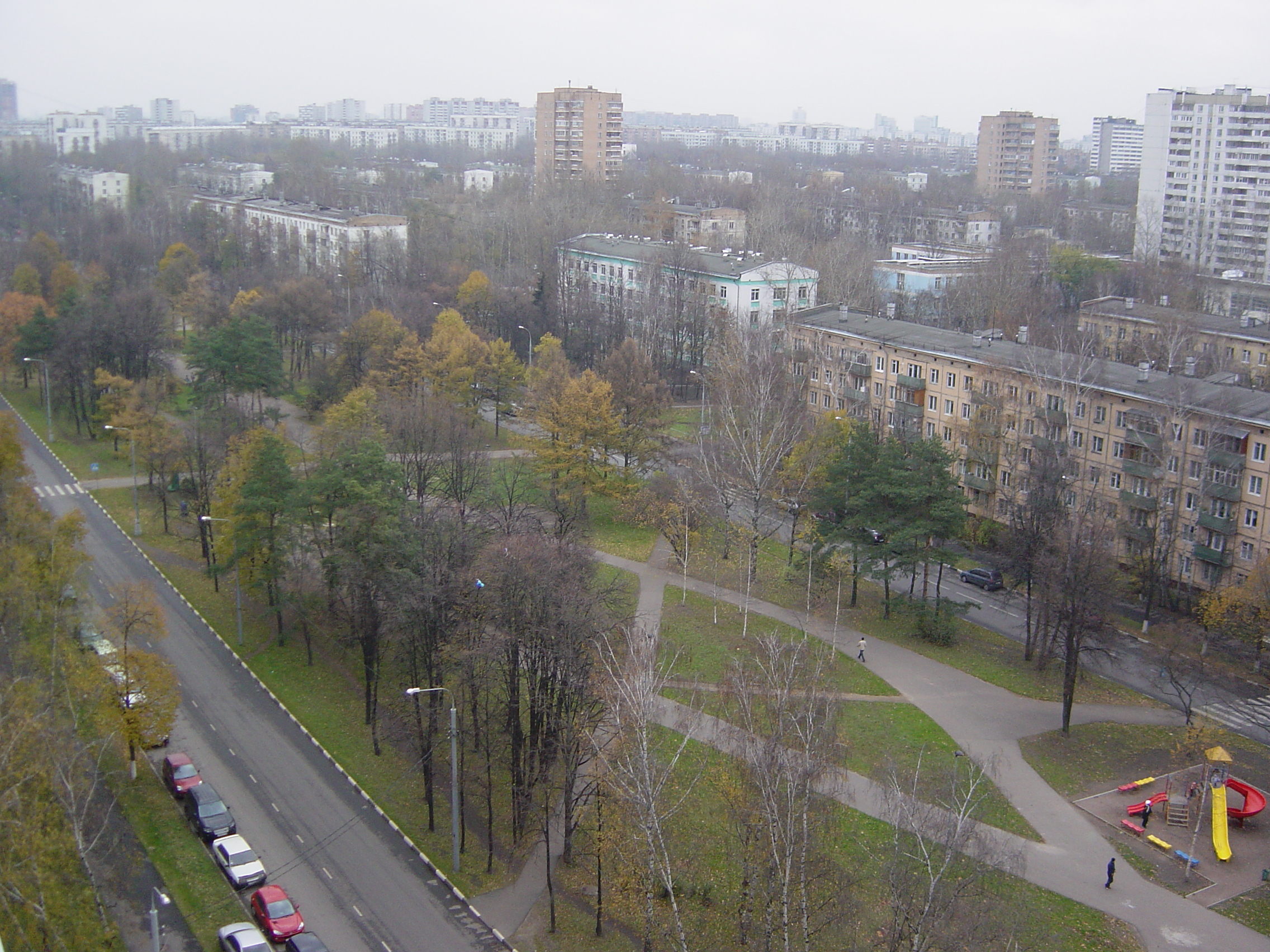
Есенинский бульвар (Москва)

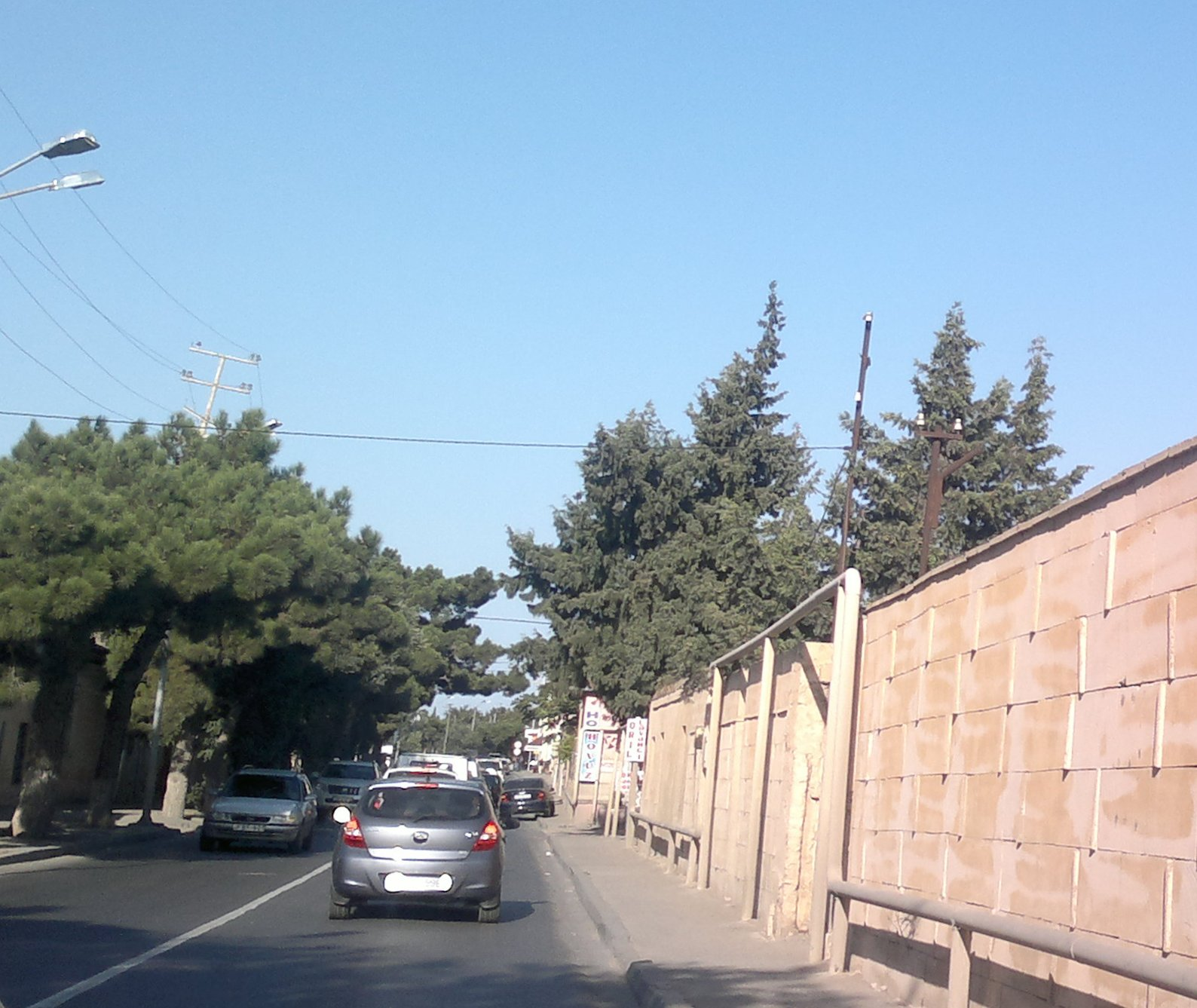
Улица Сергея Есенина в Мардакяне (Баку)

- Государственный музей-заповедник С. А. Есенина в Константинове
- Московский государственный музей С. А. Есенина (с 1995 года)
- Есенинский культурный центр в Москве на ул. Клязьминская (с 2014 года)[164]
- Музей Есенина в Спас-Клепиках Рязанской области (филиал ГМЗЕ)
- Парк Есенина в Невском районе Санкт-Петербурга
- Народный музей С. А. Есенина в Воронеже (открыт в марте 2012 года)[165]
- Рязанский государственный университет имени С. А. Есенина
- Международная литературная премия имени Сергея Есенина «О Русь, взмахни крылами…», учреждена Союзом писателей России и Национальным Фондом развития культуры и туризма.
- Поезд Москва—Рязань «Сергей Есенин» (экспресс с 2004 года, с 2010 — ускоренный электропоезд[166])
- Музей Сергея Есенина в Ташкенте (туп. Толстого, 20, метро Хамида Алимджана)
- Школа № 641 им. Сергея Есенина в Москве[167]
- Дом-музей Сергея Есенина и улица в пос. Мардакян (Баку, Азербайджан)[168]
- Астероид (2576) Есенин, открытый в 1974 году
- Гора Есенина[англ.] в Антарктиде — открыта и нанесена на карту в 1961 году, названа в честь С. А. Есенина в 1966 году[169]

На 2013 год имя Есенина носят 611 площадей, улиц и переулков в городах и сёлах России.

### Документальные фильмы и телепередачи
- Сергей Есенин (1965)
- Константиново (1981)
- Есенину посвящается. Альманах «Поэзия» (1986)
- Земля Сергея Есенина (1990)
- Сергей Есенин. Ночь в «Англетере» (2004)
- Дети Есенина (2005)
- Дорогие мои! Хорошие! (2005)
- Сергей Есенин (2005)
- Сергей Есенин. 1925—2010 (2011)
- «Сергей Есенин. „Любовь хулигана“» («Мир», 2015)[171]
- «Сергей Есенин. „Улика из прошлого“» («Звезда», 2017)[172]
- Сирожа (ОТР, 2018) — 2 серии
- «Сергей Есенин. „Опасная игра“» («ТВ Центр», 2019)[173]
- Сирожа. Жизнь (ОТР, 2020) — 3 серии

### Киновоплощения
| Год  | Страна                   | Название                  | Режиссёр                                | Сергей Есенин                                   |
| ---- | ------------------------ | ------------------------- | --------------------------------------- | ----------------------------------------------- |
| 1968 | Великобритания · Франция | «Айседора»                | Карел Рейш                              | Звонимир Чрнко                                  |
| 1969 | СССР                     | «Анна Снегина»            | Виктор Серков                           | Виталий Безруков                                |
| 1971 | СССР                     | «Пой песню, поэт…»        | Сергей Урусевский                       | Сергей Никоненко Фарик Захарян (Есенин-мальчик) |
| 2004 | Россия                   | «Золотая голова на плахе» | Семён Рябиков                           | Дмитрий Муляр                                   |
| 2005 | Россия                   | «Есенин»                  | Игорь Зайцев                            | Сергей Безруков                                 |
| 2013 | Россия                   | «Маяковский. Два дня»     | Дмитрий Томашпольский, Елена Демьяненко | Евгений Титов                                   |
| 2022 | Россия                   | «Декабрь»                 | Клим Шипенко                            | Александр Петров                                |

### Памятники и мемориальные знаки
в Москве
- Памятник на Тверском бульваре
- Памятник на Есенинском бульваре
- Барельеф Есенина на доме по Петровскому переулку, в котором поэт жил с 1918 по 1923 год.
- Памятник на территории Московского государственного музея С. А. Есенина[174].
- «Говорящая» скульптура (арт-объект) на площадке Есенин-центра; установлена 3 октября 2022 года[175] к 127-летию поэта (автор Антон Лебедев).

в Санкт-Петербурге
- Памятник на улице Есенина
- Памятник в Таврическом саду
- Бюст в парке Есенина

в Рязани
- Памятник на кремлёвской набережной
- Бюст в городском парке
- Памятная доска на здании Рязанской губернской ЧК (ул. Ленина (бывш. Астраханская), д. 46) с надписью: «Сюда, в рязанскую губернскую Чрезвычайную комиссию, летом 1918 года обращался великий русский поэт Сергей Александрович ЕСЕНИН, с ходатайством об освобождении односельчан, задержанных сотрудниками ЧК»[176].

в других местах
- Памятник в Белгороде, на улице им. С. Есенина
- Памятный знак, повествующий о выступлении Есенина в 1920 году в здании, находящемся на Большой Садовой в Ростове-на-Дону
- Памятник в Константинове
- Памятник в Воронеже
- Памятник в Краснодаре
- Памятник в с. Нагорье Белгородской области
- Памятник в Ташкенте
- Памятник в Черкесске
- Памятник в ЦПКиО им. П. П. Белоусова, Тула
- Памятник в селе Частоозерье (Курганская область), открыт 3 октября 2016 года, скульптор Ольга Красношеина[177]
- Бюст на Шереметевском проспекте в Иваново
- Бюст в Спас-Клепиках на ул. Просвещения и у здания школы (ныне музей), в которой учился поэт
- Памятный знак, повествующий о венчании с Зинаидой Райх в церкви святых Кирика и Иулитты близ Вологды
- Бюст на Комсомольской улице в Орле
- Бюст поэта установлен на Аллее писателей культурно-исторического комплекса «Двор Кириллицы» в городе Плиска (Болгария)
- Барельеф поэту в Мардакянах, пригороде Баку
- Бюст в Ульяновске в сквере музея изобразительного искусства XX—XXI веков (изготовлен в 1961 году скульптором А. Бичуковым, установлен в 2019 году)[178].

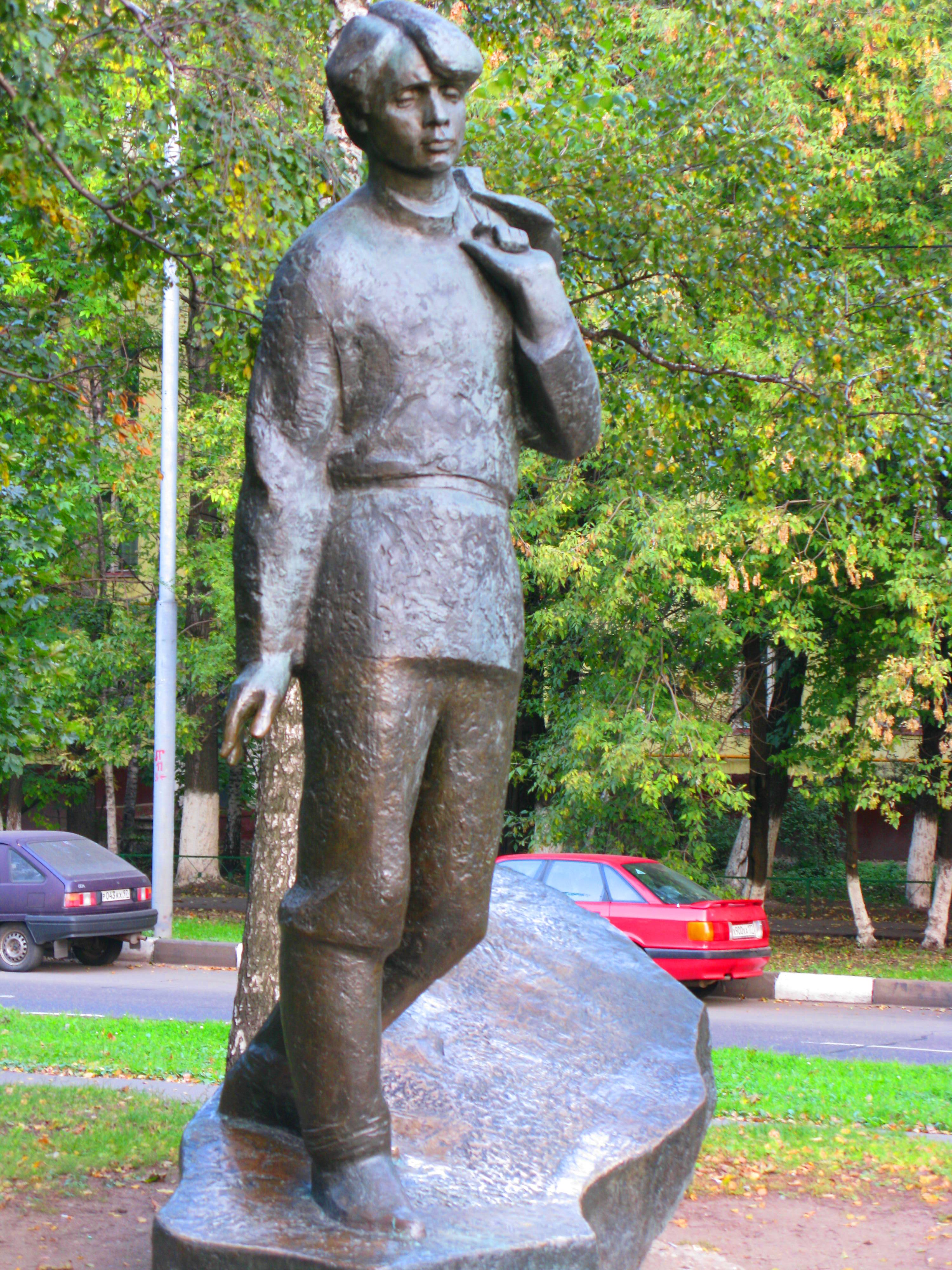
Москва. Сергей Есенин на Есенинском бульваре (2008)
Памятник Есенину в Рязани (2016)
Памятник Есенину в Липецке
Памятник Есенину в Воронеже
Памятник Есенину на Большой Садовой в Ростове-на-Дону
Памятник Есенину на Шереметевском проспекте в Иваново
Памятник Есенину в Константинове. Установлен в 2007 г.
Бюст Сергея Есенина в парке Краснодара «Солнечный остров»
Памятник Есенину в селе Нагорье

### Почтовые марки
- С. А. Есенин с 1950-х годов изображался на марках СССР.
- С. А. Есенин изображён на почтовой марке Албании 1995 года[179].
- В России в 2020 году вышла марка в связи с 125-летием со дня рождения поэта[180].

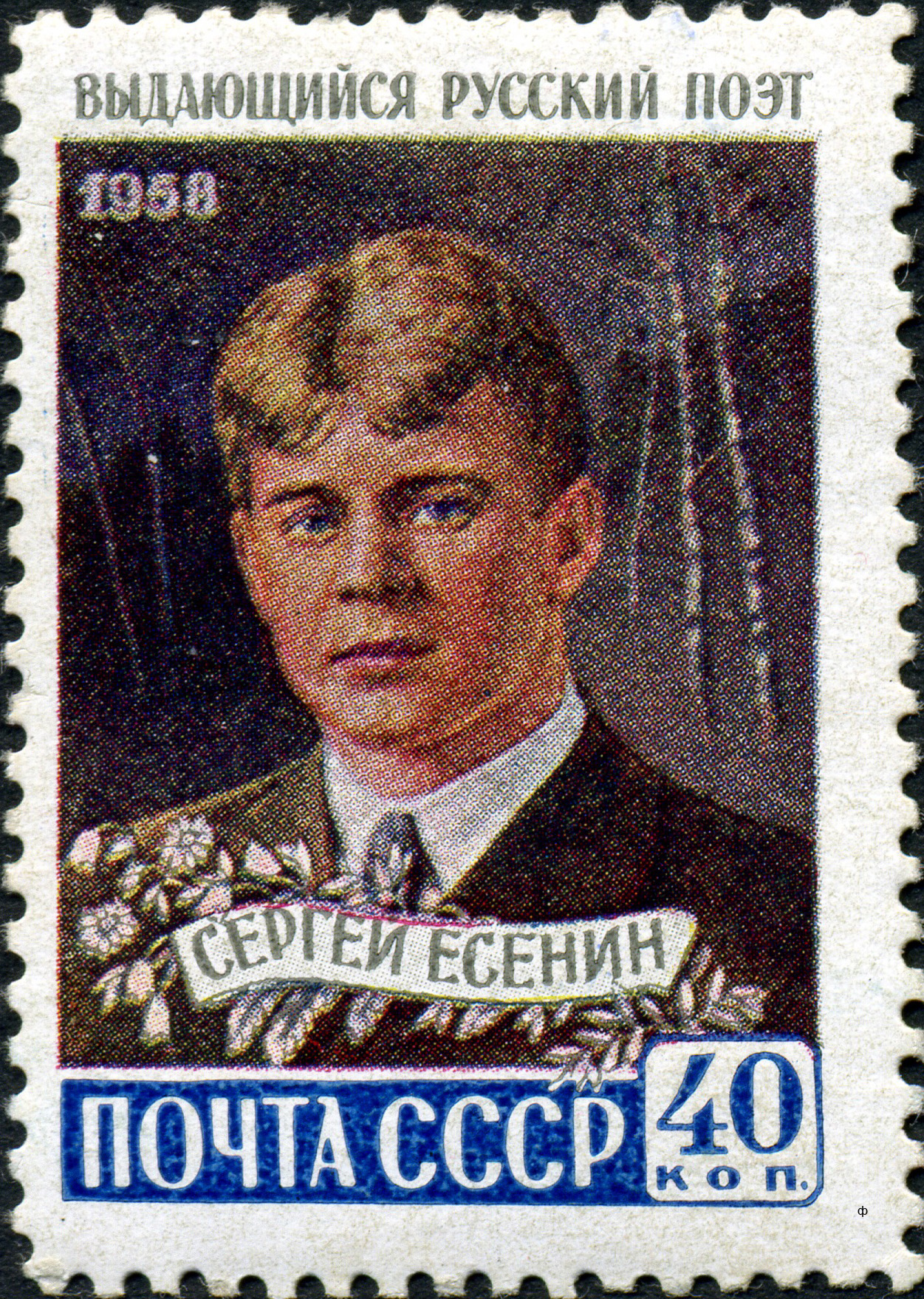
Выдающийся русский поэт, 1958 год, 40 копеек
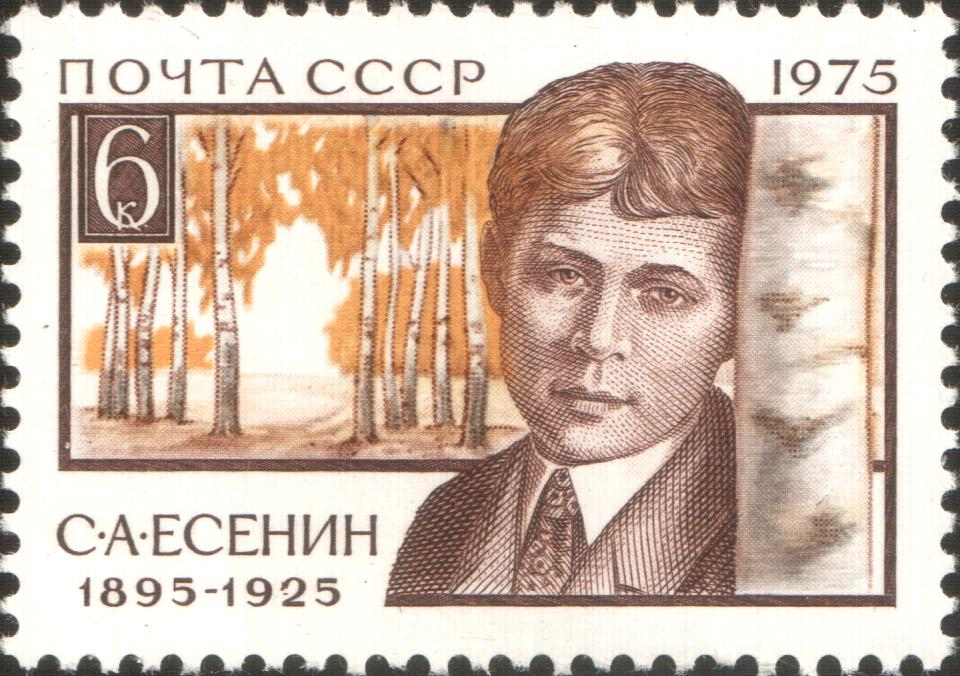
Марка, посвящённая С. А. Есенину, 1975 год, 6 копеек (ЦФА 4505, Скотт 4369)
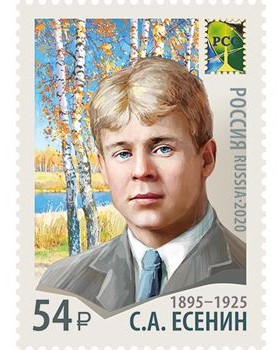
C. А. Есенин, 2020 год, 54 рубля. Марка РФ к 125-летию со дня рождения поэта

### Почтовые конверты

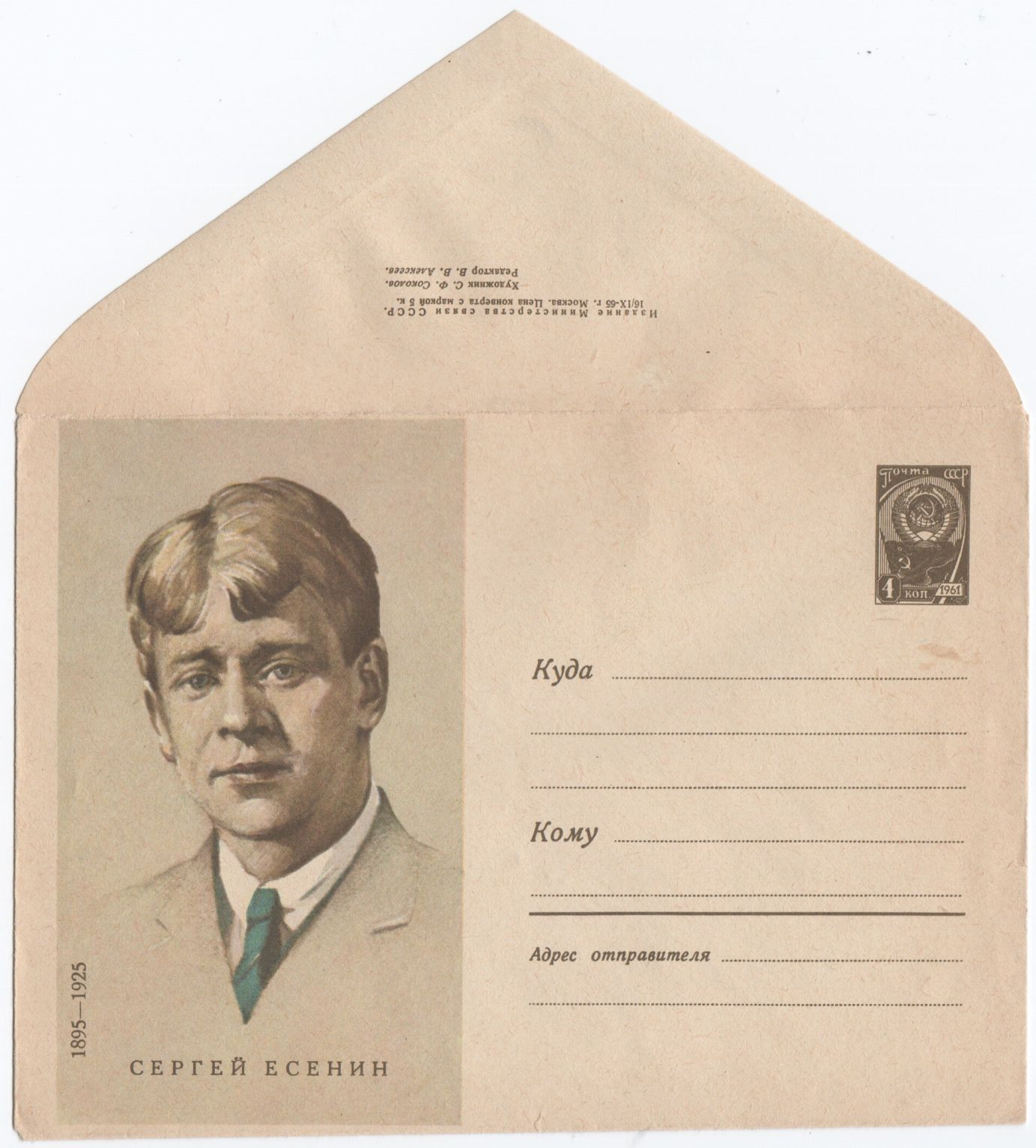
Почтовый конверт, 1965 год, художник С. Ф. Соколов
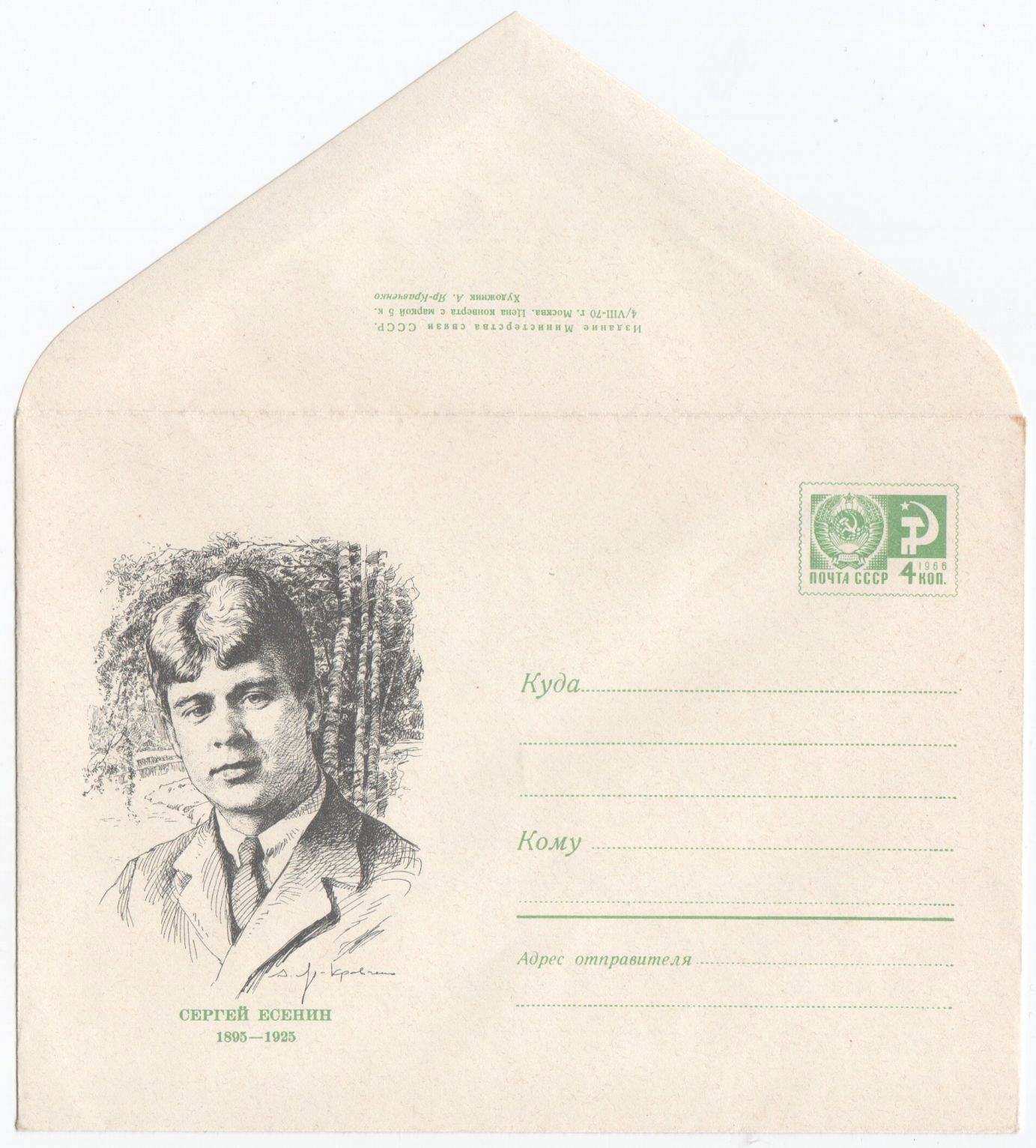
Почтовый конверт, 1970 год, художник А. Яр-Кравченко
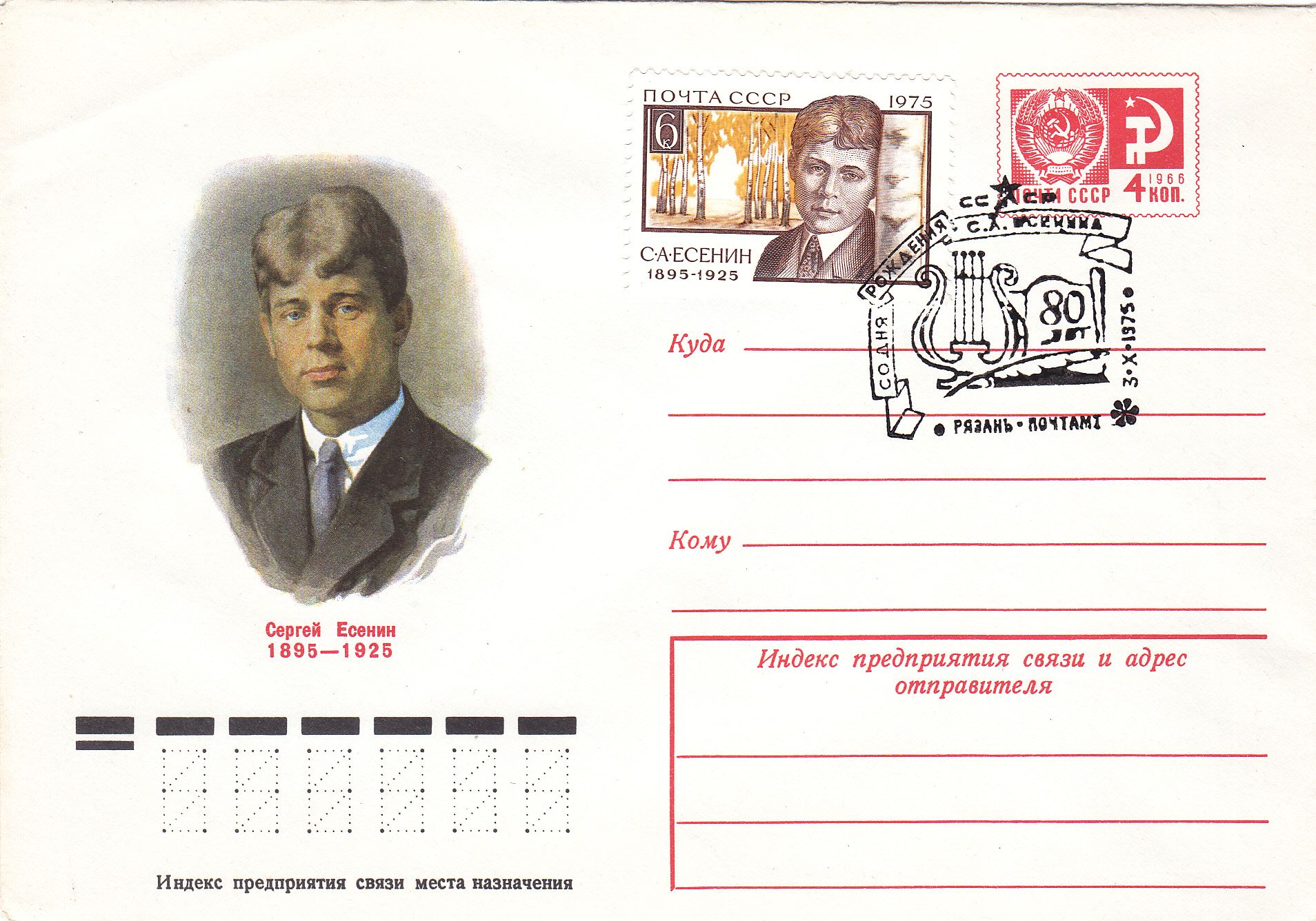
Почтовый конверт, 1975 год, художник А. Яр-Кравченко
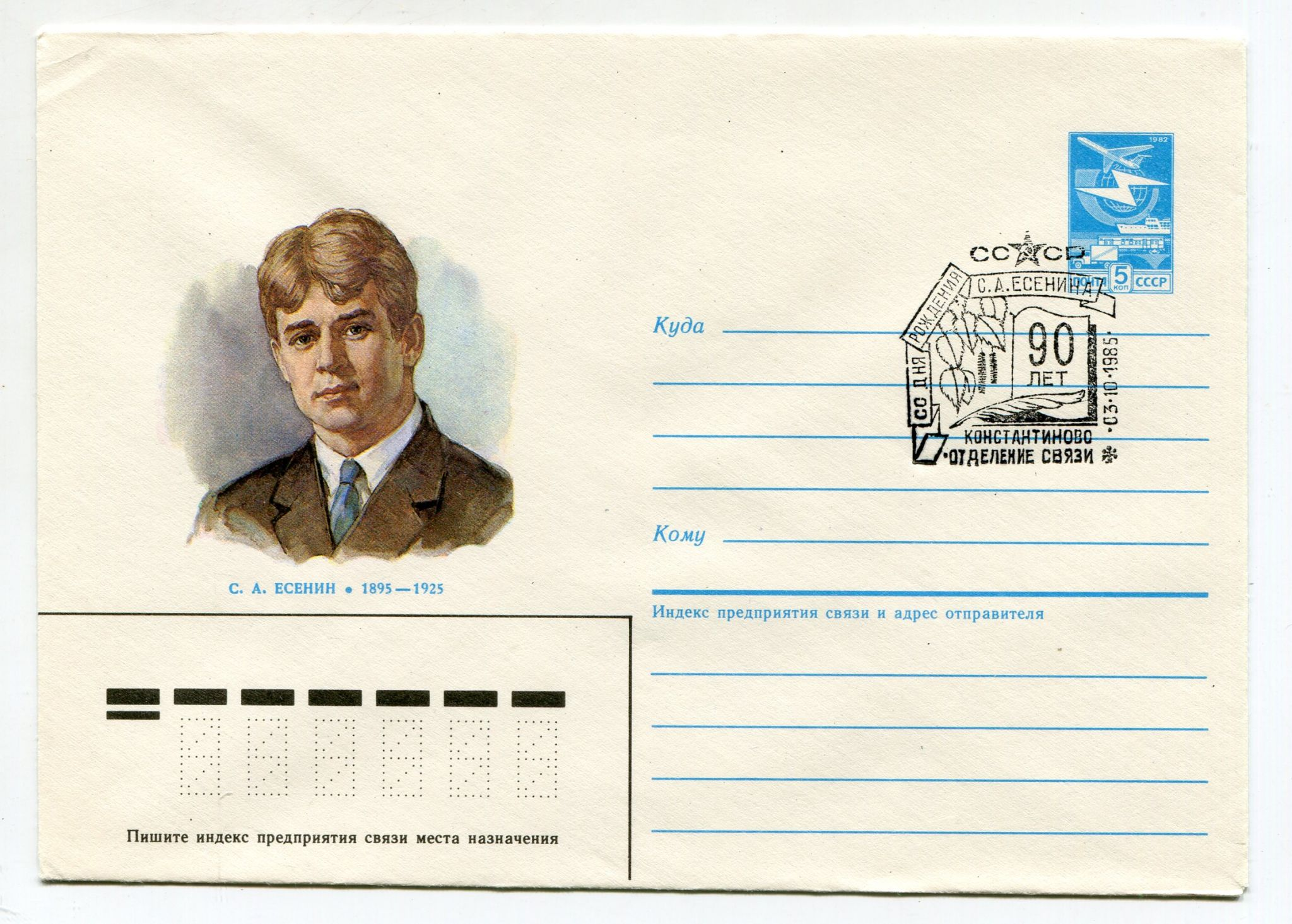
Почтовый конверт, 1985 год, художник Н. Мишуров

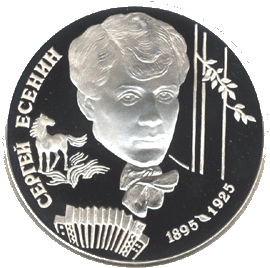
Памятная монета Банка России, посвящённая 100-летию со дня рождения С. А. Есенина. 2 рубля, серебро, 1995 год

### В перидромофилии
- В 2015 году Московский метрополитен в рамках года литературы выпустил Единый билет к 120-летию поэта. Тираж 500 000 шт.[181]
- В 2020 году вышел Единый билет к 125-летию Есенина. Тираж 400 000 шт.[182]

### В нумизматике
В 1995 году Центральный банк РФ выпустил памятную монету (2 рубля, серебро, пруф) в серии «Выдающиеся личности России», посвящённую 100-летию со дня рождения С. А. Есенина.

### Прижизненные издания
1916

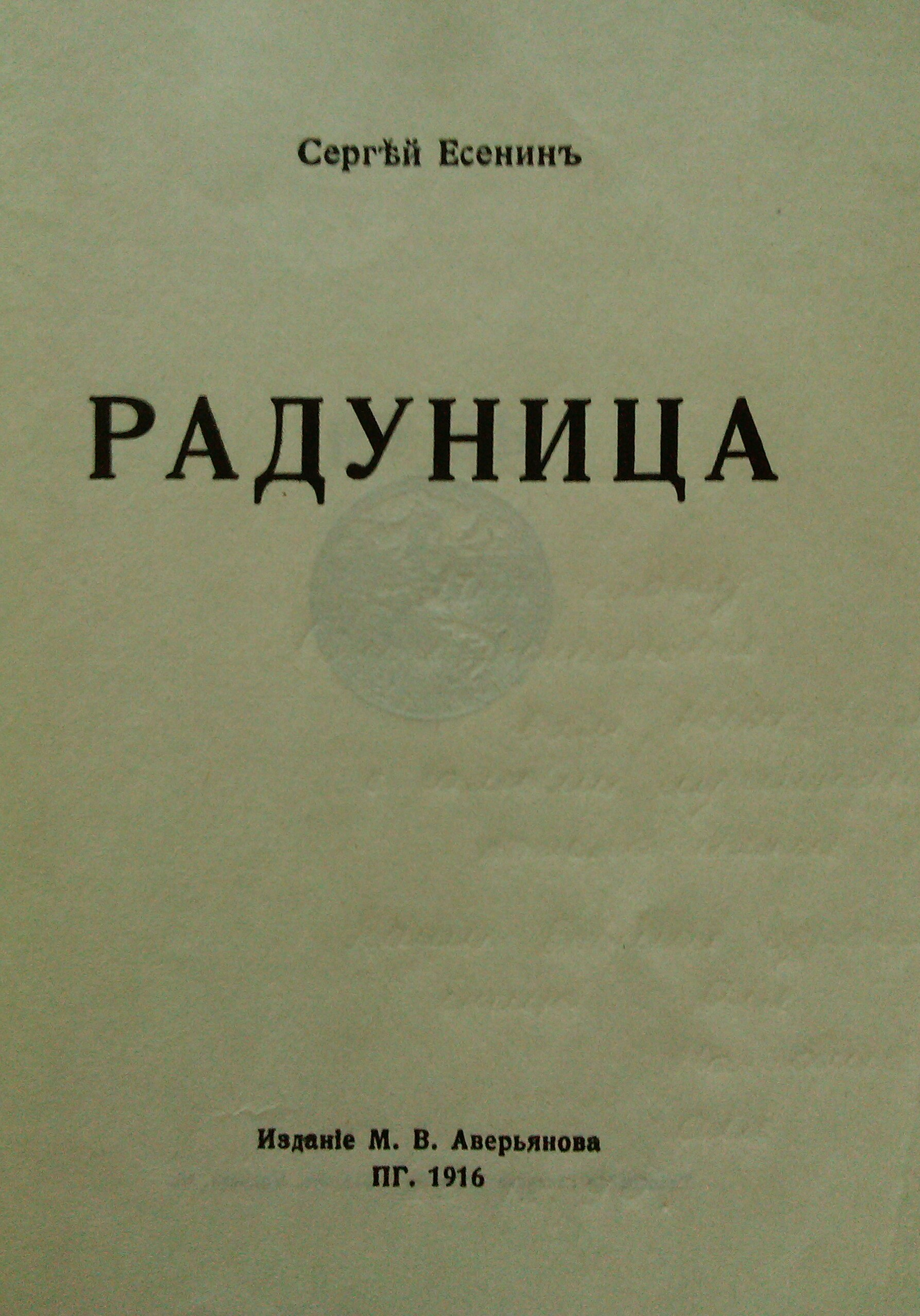
Первый сборник стихов С. Есенина, 1916 г.

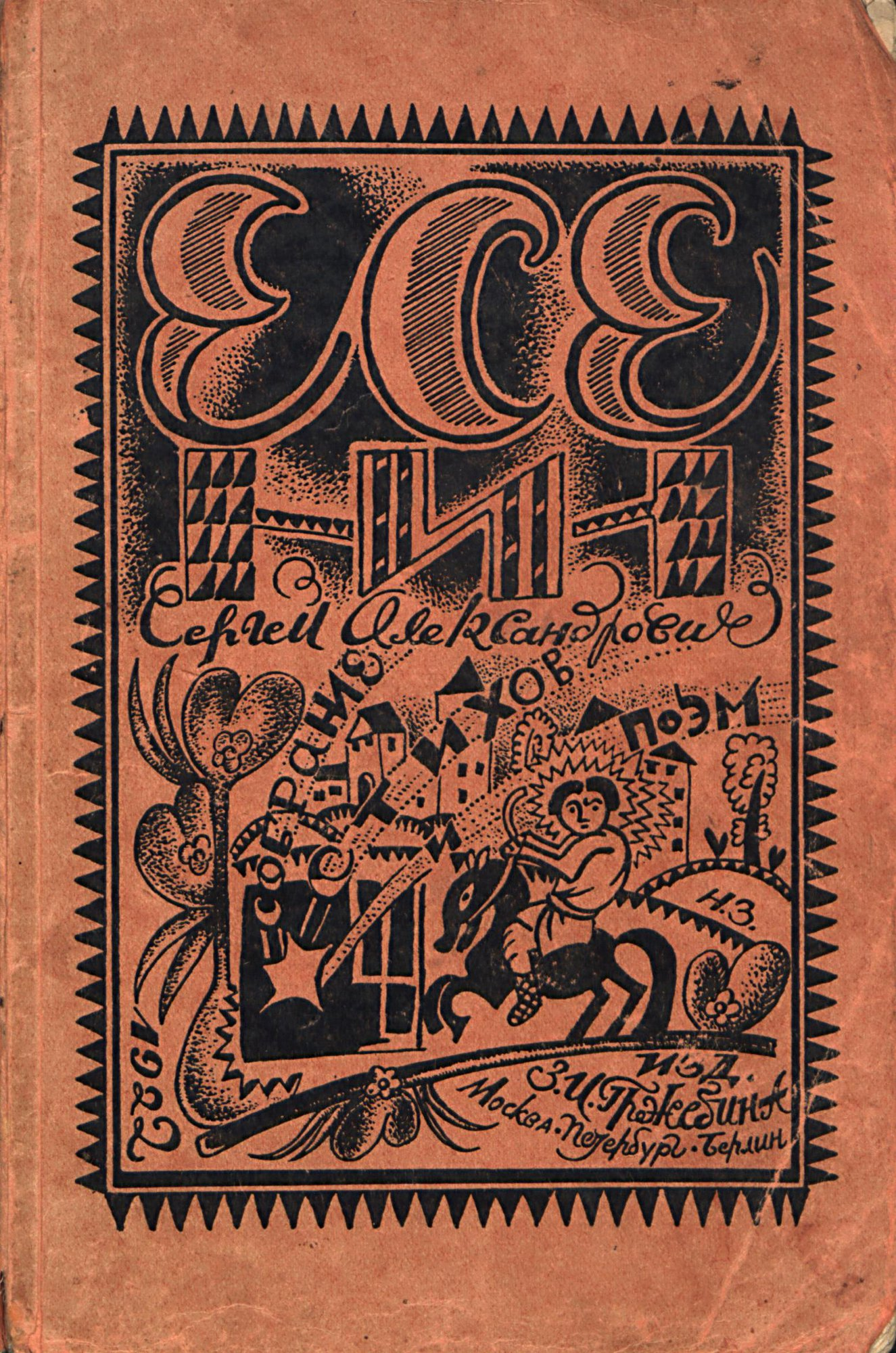
Есенин С. А. Собрание стихов и поэм. Т. 1. 1922 г. (изд. Гржебина З. И.)

- Есенин С. А. Радуница. — Петроград: Издание М. В. Аверьянова, 1916. — 62 с.

1918
- Есенин С. А. Иисус-младенец. — П.: Сегодня, 1918. — 6 с.
- Есенин С. А. Голубень. — М.: Революционный социализм, 1918.
- Есенин С. А. Сельский часослов. — М.: Московская трудовая артель художников слова, 1918. — 28 с.
- Есенин С. А. Преображение. — М.: Московская трудовая артель художников слова, 1918. — 68 с.

1920
- Есенин С. А. Голубень. — 2-е изд. — М.: Московская трудовая артель художников слова, 1920.
- Есенин С. А. Ключи Марии. — М.: Московская трудовая артель художников слова, 1920. — 42 с.
- Есенин С. А. Руссеянь. — М.: Альциона, 1920.
- Есенин С. А. Трерядница. — М.: Злак, 1920.
- Есенин С. А. Триптих. Поэмы. — Берлин: Скифы, 1920. — 30 с.
- Есенин С. А. Россия и Инония. — Берлин: Скифы, 1920. — ??? с.

1921
- Есенин С. А. Иисус-младенец. — Чита, 1921.
- Есенин С. А. Исповедь хулигана. — М.,1921. — 14 с.
- Есенин С. А. Ржаные кони. — М.: Альциона, 1921.
- Есенин С. А. Преображение. — 2-е изд. — М.: Имажинисты, 1921.
- Есенин С. А. Трерядница. — 2-е изд. — М.: Имажинисты, 1921.
- Есенин С. А. Радуница. — 3-е изд. — М.: Имажинисты, 1921.
- Есенин С. А. Пугачёв. — М.: Имажинисты, 1922. — 54 с. (год издания указан ошибочно).

1922
- Есенин С. А. Автобиография // Современное обозрение : Журнал нового типа (Литература — искусство — жизнь). — Петроград: Изд-во «Ars». — 1922, ноябрь. — № 2. — С. ??? (Первая прижизненная публикация автобиографии Сергея Есенина в России).
- Есенин С. А. Пугачёв. — 2-е изд. — Петроград: Эльзевир, 1922. — 64 с.
- Есенин С. А. Пугачёв. — 3-е изд. — Берлин: Русское универсальное издательство, 1922.
- Есенин С. А. Избранное. — М.: Госиздат, 1922. — 116 с.
- Есенин С. А. Собрание стихов и поэм. — Т. 1. — Берлин: Изд-во З. И. Гржебина, 1922. — 178 с. (Второй том не выходил.)
- Essenine, S. Confession d'un voyou = [Есенин, С. Исповедь хулигана / вступ. Ф. Элленса; пер. М. Милославской и Ф. Элленса] / Preface de F. Hellens, traduit du russe par М. Miloslawsky et F. Hellens. — Paris: J. Povolozky, 1922 [на суперобложке — 1923]. — 82 p. [На фр. яз.]

1923
- Есенин С. А. Стихи скандалиста. — Берлин: Изд-во И. Т. Благова, 1923. — 232 с.

1924
- Есенин С. А. Москва кабацкая. — Л., 1924. — 44 с. (издательство не обозначено).
- Есенин С. А. Стихи (1920-24). — М.: Круг, 1924. — 86 с.
- Есенин С. А. Русь советская. — Баку: Бакинский рабочий, 1924. — 80 с.

1925
- Есенин С. А. Страна советская. — Тифлис: Советский Кавказ, 1925. — 62 с.
- Есенин С. А. Песнь о великом походе. — М.: Госиздат, 1925. — 32 с.
- Есенин С. А. О России и революции. — М.: Современная Россия, 1925. — 96 с. — 5000 экз.
- Есенин С. А. Берёзовый ситец. — М.: Госиздат, 1925. — 100 с.
- Есенин С. А. Избранные стихи. — М.: Огонёк, 1925. — 44 с. (Библиотека «Огонька» № 40).
- Есенин С. А. Персидские мотивы. — (Посвящение: С любовью и дружбою Петру Ивановичу Чагину) — М.: Современная Россия, 1925. — 48 с.; 5000 экз.

Коллективные сборники
- Конница бурь: Стихи. — Обложка работы худож. В. Комарденкова — Михаил Герасимов, Сергей Есенин, Рюрик Ивнев, Николай Клюев, Анатолий Мариенгоф, Пётр Орешин. — М.: 8 типолит. Полиграф. отд. Моск. гор. совета нар. хоз-ва, 1920. — 34 с.

Другие издания
- Есенин С. А. Стихи и проза / Сост И. В. Евдокимов, 1927.
- Есенин С. А. Стихотворения. — Л.: Сов. писатель, 1953. — 392 с. (Библиотека поэта. Малая серия. Изд. третье).
- Есенин С. А. Стихотворения и поэмы. — Л.: Сов. писатель, 1956. — 438 с. (Библиотека поэта. Большая серия. Второе изд.).
- Есенин С. А. Стихотворения и поэмы / Сост. и подгот. текста И. С. Эвентова и И. В. Алексахиной, примеч. И. В. Алексахиной. — Л.: Сов. писатель, 1986. — 464 с. (Библиотека поэта. Большая серия. Изд. третье).

Собрания сочинений
- Есенин С. А. Собрание стихотворений в 3 т. — М.—Л.: Госиздат, 1926;
- Есенин С. А. Собрание стихотворений. 2-е изд. в 4-х т. — М.—Л.: Госиздат, 1926—1927;
- Есенин С. А. Собрание сочинений в 5 т. — М.: Гослитиздат, 1961—1962, 500 000 экз.
- Есенин С. А. Собрание сочинений в 5 т. — 2-е изд. — М.: Худож. лит., 1966—1968, 500 000 экз.
- Есенин С. А. Собрание сочинений в 3 т. — М.: Правда, 1970, 1 940 000 экз. (серия «Библиотека „Огонёк“»);
- Есенин С. А. Собрание сочинений в 3 т. — М.: Правда, 1977, 375 000 экз. (серия «Библиотека „Огонёк“»);
- Есенин С. А. Собрание сочинений в 6 т. — М.: Худож. литература, 1977—1980, 500 000 экз.
- Есенин С. А. Собрание сочинений в 3 т. — М.: Правда, 1983, 700 000 экз. (серия «Библиотека „Огонёк“»);
- Есенин С. А. Полное собрание сочинений. В 7 томах / Главный редактор Ю. Л. Прокушев. — М.: Наука, Голос, 1995—2000. (Российская академия наук. Институт мировой литературы им. А. М. Горького):

- Т. 1. Стихотворения;
- Т. 2. Стихотворения («маленькие поэмы»);
- Т. 3. Поэмы;
- Т. 4. Стихотворения, не вошедшие в «Собрание стихотворений»;
- Т. 5. Проза;
- Т. 6. Письма;
- Т. 7. Автобиографии, дарственные надписи, фольклорные записи, литературные манифесты и др., хронологическая канва жизни и творчества, справочные материалы) ISBN 5-02-011245-3.

### Международные проекты
- Есенин С. А. Анна Снегина. Поэма / Издание на 12 языках (рус., англ., болг., венг., итал., нем., рум., сербск., словенск., словацк., хорв., чешск.). — М.: Центр книги ВГБИЛ им. М. И. Рудомино, 2010. ISBN 978-5-7380-0336-3.